# Histoire de Cherbourg

Blason de Cherbourg, puis de Cherbourg-Octeville.

Cherbourg, port de pêche gaulois, devenu place forte à la pointe du Cotentin à partir des Romains, devient un enjeu stratégique de la guerre de Cent Ans. Avec la décision d'établir une rade artificielle par la construction d'une digue, puis l'établissement d'un port militaire, Cherbourg se développe fortement au XIXe siècle. Port d'escale transatlantiques dans la première moitié du XXe siècle, la ville est l'un des objectifs prioritaires des troupes américaines lors du débarquement de Normandie en 1944. 
Cherbourg fusionne le 1er mars 2000 avec la commune voisine d'Octeville, pour former Cherbourg-Octeville. Le 1er janvier 2016, Cherbourg-Octeville fusionne avec les quatre communes voisines d'Équeurdreville-Hainneville, La Glacerie, Querqueville et Tourlaville pour former la commune nouvelle Cherbourg-en-Cotentin.

## DeCorialloà Cherbourg
Le Cotentin est divisé entre le pagus constantiensis (« comté de Coutances ») et le pagus coriovallensis (« comté de Coriallo »), au sein de la Deuxième Lyonnaise.
L'antique vicus portuaire de Coriallo de la tribu des Unelles, présent sur la table de Peutinger (v. 365) et cité dans l'Itinéraire d'Antonin et la Gesta de Fontenelle (« In pago Coriovallinse », 747-753), latinisé ensuite en Coriallum, est localisé pour Robert Lerouvillois, entre Cherbourg et Tourlaville, sur les Mielles[réf. nécessaire].
« Amas de huttes de pêcheurs à l'embouchure ensablé de la Divette et du Trottebec », isolé au bout du Cotentin par la dense forêt de Brix avant l'invasion romaine, elle devient une petite ville de garnison après la conquête du Cotentin par Quintus Titurius Sabinus en 56 av. J.-C. contre les Unelles menés par Viridovix. Cependant, si les artéfacts trouvées sur le territoire (vestiges de villas gallo-romaines aux Mielles, pièces sur l'île Pelée et à la Roche-qui-Pend…) attestent de la présence romaine, des doutes subsistent sur la localisation de Coriallo en raison du manque de précision de la table de Peutinger, et certains auteurs placent la cité vers Urville-Nacqueville ou Beaumont-Hague, tandis que d'autres, comme Claude Pithois, pensent qu'il s'agissait d'une agglomération de villages celtes protégés par le Hague-Dick sur le territoire d'Omonville-la-Rogue, Digulleville et Omonville-la-Petite.
Plus probablement, d'après les sondages archéologiques réalisés en 2019 et 2022, c'est l'embouchure de la Divette qui aurait été choisie pour implanter les infrastructures de Coriallo, le futur Cherbourg. Le lieu aurait été créé en parallèle à l'édification d'Alauna afin de fournir à la seconde civitas des Unelles des installations portuaires permettant son approvisionnement, notamment d'objets importés, comme des gobelets en céramique fine provenant du centre-est de la France, des amphores à vin produites en Italie ou en Gaule narbonnaise (aujourd'hui Languedoc et Provence) ou en Tarraconaise (côte nord-est de l'Espagne actuelle), et de la vaisselle de table en céramique sigillée d'Arezzo (Italie). Les résultats des sondages confirment une occupation structurée avec sols, édifices à ossatures de bois ainsi que des bâtiments construits en dur sur l'ancien cordon dunaire de la rive gauche de l'embouchure de la Divette.
Coriallo abrite ensuite une petite garnison et un castrum édifié sur la rive gauche de la Divette comme élément du Litus Saxonicum, après les premiers raids saxons de la fin du IIIe siècle. La forteresse romaine se trouvait sous l'actuel parking Notre-Dame et les immeubles qui le bordent, contrôlant ainsi l'ancienne embouchure de la Divette. En 1976, à la suite de plusieurs sondages, effectués rue Notre-Dame, et avant démolition, furent « mis en évidence les niveaux gallo-romains du IVe siècle, dont un fragment du mur du castrum antique […] et l'emplacement de l'un des fossés circonscrivant le donjon médiéval ». Le tracé des remparts aux murs d'environ 1,50 m d'épaisseur, délimitait une surface trapézoïdale d'environ 1 ha. Un an plus tard, en 1977, entre la rue Notre-Dame et la rue des Fossés, ont été vues, avant leur destruction pour la construction d'un immeuble, des portions de murs (quinze mètres) et d'une tour, construites en petit appareil calcaire et joint de mortier au tuileau. En 2019, lors du diagnostic archéologique sur le parking Notre-Dame, on observa les puissantes fondations d'un bâtiment de type grenier à blé ou logement de l'armée.
On a retrouvé sur la montagne du Roule, site hautement stratégique, des monnaies gauloises et, « au début du XIXe siècle, des lunules d'or natif de l'âge du bronze provenant d'Irlande (ou copiés sur les modèles irlandais) qui ont été malheureusement fondues ». En 1688, sur son versant, fut trouvé une urne renfermant des monnaies grecques de Nicomède (IIe siècle av. J.-C.), ainsi que des monnaies romaines et une ceinture d'or. En 1689, lors de la destruction du château, on trouva à son emplacement des monnaies de Jules César, Tibère, Néron et Nerva.
Sous le règne de Clovis Ier (481-511), lors de son annexion, en 497, au royaume des Francs, le Cotentin fait partie de l'Armorique romaine, territoire qui s'étend entre Loire et Seine, sur une large frange nord occidentale de la Gaule. Coriallum devient propriété des rois mérovingiens, sous le règne desquels un château de 120 × 120 mètres est construit à l'emplacement du castrum.

## Moyen Âge: une place forte convoitée
Le territoire est évangélisé par saint Éreptiole, premier évêque de Coutances, en 432, puis par saint Exupère, saint Léoncien, et enfin saint Scubilion, en 555. 
C'est la chronique de Fontenelle qui fait intervenir en 747, sous le règne de Pépin le Bref, un comte Rihwin à la tête du pago Coriovallinse. Ce pagus, qui n'eut probablement qu'une existence éphémère, correspond à un territoire commandé depuis Cherbourg, site d'un castrum du Bas-Empire, abritant une petite agglomération qui est encore jusqu'au milieu du IXe siècle dénommée sous son appellation antique de Coriallo.
En 887, saint Clair, débarquant du Kent, est ordonné prêtre à Cherbourg et établit un ermitage dans la forêt environnante.
Pillée et ravagée par plusieurs raids normands entre 841 et 895, affligée par la peste et la famine à la même époque, Cherbourg, que les vikings nomme Kiarsborg, est rattachée au duché de Normandie avec le Cotentin, en 933, par Guillaume Longue-Épée. En 938, une flotte de 60 nefs menée par le roi danois Harald à la Dent bleue, déchu par son fils, Sven à la Barbe fourchue et chassé de ses terres, y débarque et s'installe dans le Cotentin avec le consentement de Guillaume Longue-Épée. Il établit sa résidence à Cherbourg jusqu'à retrouver son trône. Sa flotte occupa plusieurs ports, dont Barfleur. Il revient ensuite à la tête de vingt-deux vaisseaux pour aider Richard Ier de Normandie, encore mineur, contre Louis IV de France qui est fait prisonnier en 945.
Richard II dote en 998 le château de Cherbourg d'une église ou chapelle collégiale — aux chanoines de laquelle sont données les seigneuries de Tourlaville et Octeville —. Richard III renforce les fortifications du site, avec celles des autres grandes places fortes du Cotentin, face aux menaces anglaises. Le château est mentionné pour la première fois en 1026-1027, dans une charte du duc de Normandie, Richard III, à l'occasion de son mariage avec la duchesse Adèle de France, et la constitution de son douaire.
En 1053, afin de lever l'excommunication qui pèse sur lui à la suite de son union avec sa cousine, le duc de Normandie, Guillaume le Bâtard, choisit Cherbourg avec Rouen, Caen et Bayeux, comme les quatre places importantes du duché pour recevoir une rente à perpétuité allouée à l'entretien d'une centaine de pauvres. Jusqu'alors, l'hospice, bâti près du ruisseau de la Bucaille vers 436 par saint Éreptiole, vivait de dons privés. Le prieur de l'hôtel-dieu reçoit le fief de Lardier, qui comprend l'essentiel de la cité, le titre de seigneur de Cherbourg, et la charge de la défense du château. Guillaume en profite pour établir dans la chapelle du château des chanoines et fonde, hors les murs, une nouvelle église, la Trinité. En 1056, ces mêmes chanoines reçurent de Guillaume le privilège de l'aile droite des cétacés échoués sur la côte, entre le Thar, au sud de Saint-Pair-sur-Mer et le Taredel (Taret de Quinéville ?).
En 1066, le comte de Cherbourg, Gerberot, et ses deux fils sont aux côtés du duc Guillaume lors de la bataille d'Hastings.
À la suite de la mort d'Henri Ier en 1135, et de la dépossession du trône d'Angleterre de Mathilde par Étienne de Blois, Cherbourg est assiégée par les troupes du comte de Boulogne en 1139, et ne se rend qu'après deux mois de résistance avant d'être reprise par Geoffroy Plantagenêt en 1143. L'épouse de celui-ci, en 1145, rétablie l'abbaye du Vœu dévastée,.
Parmi les quatre villes normandes les plus peuplées, Cherbourg n'est en revanche, sous les ducs, qu'un port de faible importance, même si l'octroi par le duc du droit de tonlieu à la cathédrale de Coutances en 1056 prouve l'existence d'activités maritimes. L'essentiel du transit sur la Manche se fait entre Barfleur et Southampton, Ouistreham et Hastings, Dieppe et Douvres. Au XIIIe siècle, Barfleur perdant de son poids après le naufrage de la Blanche-Nef, Cherbourg devient le port de transit des troupes d'Henri II d'Angleterre. En 1150, à l'époque où Cherbourg devient bailliage portuaire, le duc de Normandie et roi d'Angleterre Henri Plantagenêt lui accorde le privilège de commercer une fois par an avec l'Irlande. En 1181 qu'Henri II choisira Cherbourg pour s'embarquer. Plusieurs bourgeois de la ville participent aux Croisades, parmi lesquels Vigan (ou Wigan), comte et amiral de la flotte de Richard, qui s'illustre dans la prise d'Acre, la bataille d'Antipatride en 1191 et la conquête de Chypre, et comme cosignataire du traité de paix de Messine entre Richard Cœur de Lion et Tancrède.

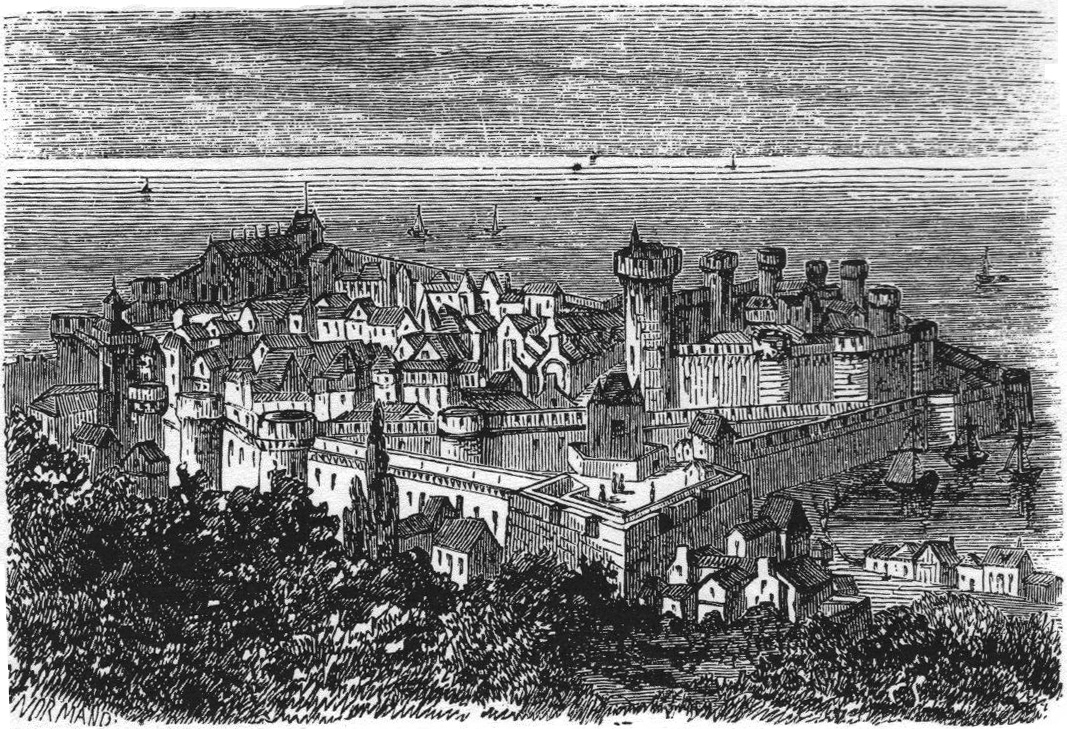
Vue de Cherbourg au XVIIe siècle.

Lors de la conquête de la Normandie par Philippe Auguste, Cherbourg tombe sans combattre en 1204. La ville est saccagée en 1284 et 1293, l'abbaye et l'Hôtel-Dieu pillés et incendiés, mais le château, où la population s'est retranchée, résiste. En 1295, nouveau débarquement des Anglais qui incendient la ville et l'abbaye du Vœu, mais échouent devant le château défendu par ses douze tours. À la suite de ces ravages, Philippe le Bel fait fortifier la place en 1300.
Par sa position stratégique, à la fois clé du Royaume avec Calais pour les Français et tête de pont de l'invasion pour les Anglais, la ville est très disputée durant la guerre de Cent Ans. Disposant de l'un des plus forts châteaux du monde selon Froissart, elle change six fois de propriétaires à la suite de transactions ou de sièges, jamais par les armes.
Le samedi 15 juillet 1346, l'armée d'Édouard III débarquée le 12 juillet à Saint-Vaast-la-Hougue, prend sans résistance les places du Cotentin mais se heurte à la défense de Cherbourg dont les faubourgs sont une fois de plus saccagés. Le château, fortement réparé par Philippe VI en 1347 et 1348, est cédé en 1354 par Jean le Bon à Charles le Mauvais qui fait renforcer les fortifications à plusieurs reprises entre 1359 et 1369, et, lors d'un séjour en 1366, dispense les bourgeois de la taille pour leur vaillance, autorise le port de l'épée et crée des pairs et des barons. En février 1378, il cède le château pour trois ans à Richard II d'Angleterre, en échange d'une troupe de 1 000 hommes (500 archers et 500 hommes d'armes) et de 22 000 marcs d'argent, se gardant toutefois la seigneurie. Pendant l'été 1378, Bertrand du Guesclin assiège vainement la cité et, après plus de six mois, malgré l'usage de canons, retire ses troupes sur Valognes, Montebourg, Saint-Sauveur-le-Vicomte, Carentan et Saint-Lô, 
Richard II rend la ville à la France en 1394 du fait de son mariage avec Isabelle de Valois. Charles le Noble revendique alors les terres normandes de son père décédé, Charles le Mauvais, ce que lui refuse le conseil général réuni en 1397, ces possessions étant jugées trop proches de l'Angleterre ; il reçoit en dédommagement le comté de Nemours, érigé en pairie, et deux cent mille écus d'or. Il conserve toutefois la possession de Cherbourg, en dehors du fait jugé par le conseil général, puis la concède à Charles VI de France en 1404 contre le versement d'une nouvelle forte somme d'argent. En juillet 1413, Pierre des Essarts, gouverneur de Cherbourg et prévôt de Paris, est décapité après avoir été accusé à tort de vouloir enlever le roi.
Alors qu'à partir de 1415, les châteaux normands tombent tous un par un aux mains des troupes d'Henri V d'Angleterre, Cherbourg résiste vigoureusement jusqu'à l'automne 1418, quand son commandant, Jean d'Angennes, la livre affamée par plusieurs mois de siège. L'église de la Trinité est édifiée sur les ruines de l'église paroissiale.

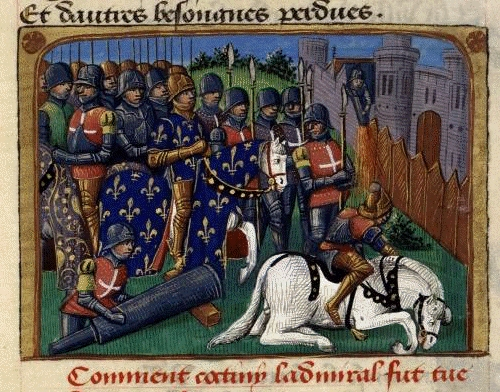
Le siège de Cherbourg, par Martial d'Auvergne.

En 1429, encouragé par le récit des victoires de Jeanne d'Arc, un chanteur ambulant, Phélippot le Cat, tente de libérer Cherbourg avec l'aide de révoltés réfugiés dans la forêt de Brix, et les défenseurs du Mont-Saint-Michel. Mais le complot est découvert par les Anglais, qui tranchent la tête du troubadour sur la place du Château, le jour du sacre de Charles VII.
Le traité d'Arras confirme en 1435 la possession anglaise.
Le 15 mars 1450, Thomas Kyriell débarque à Cherbourg à la tête de 3 000 soldats pour reprendre le Cotentin et le Bessin. Dernière possession anglaise en Normandie à la suite de la bataille de Formigny, la forteresse est une fois de plus assiégée. Les troupes françaises parviennent à tromper les Anglais en attaquant la forteresse à l'aide de plusieurs bombardes placées en avant de la place, sur la grève, et qu'ils protégeaient, deux fois par jour, de la marée montante, en les enveloppants de peaux enduites de suifs,. Le 12 août, les remparts cèdent sous les attaques, et Jacques Cœur négocie la reddition qui intervient deux jours plus tard, par le versement de 2 000 écus à la garnison, et la libération du fils de Thomas Gower, commandant anglais du château. Jean V de Bueil, fait amiral de France après la mort lors de ce siège de Prigent de Coëtivy, reçoit le gouvernement de la place. Il répare les murailles et complète le système défensifs, côté gréve afin d'éviter d'une attaque similaire, par une tour à trois batteries, forte de dix-sept pièces de canon. Cette tour dite « des Sarrasins », rasée en 1778 et qui précédait de plus de 300 ans les tours casematées de Montalembert, se situait à la jonction du quai ouest de l'avant-port actuel, à l'angle de la rue de la Marine et du quai de Coligny. En raison des souffrances de la population cherbourgeoise, et contre le dépeuplement de la place forte, Louis XI exempte les habitants d'impôts en 1464, règle conservée jusqu'au règne de Louis XV. La Royauté fait du 12 août, chute de la dernière possession anglaise sur le territoire français qu'était Cherbourg, une fête nationale.

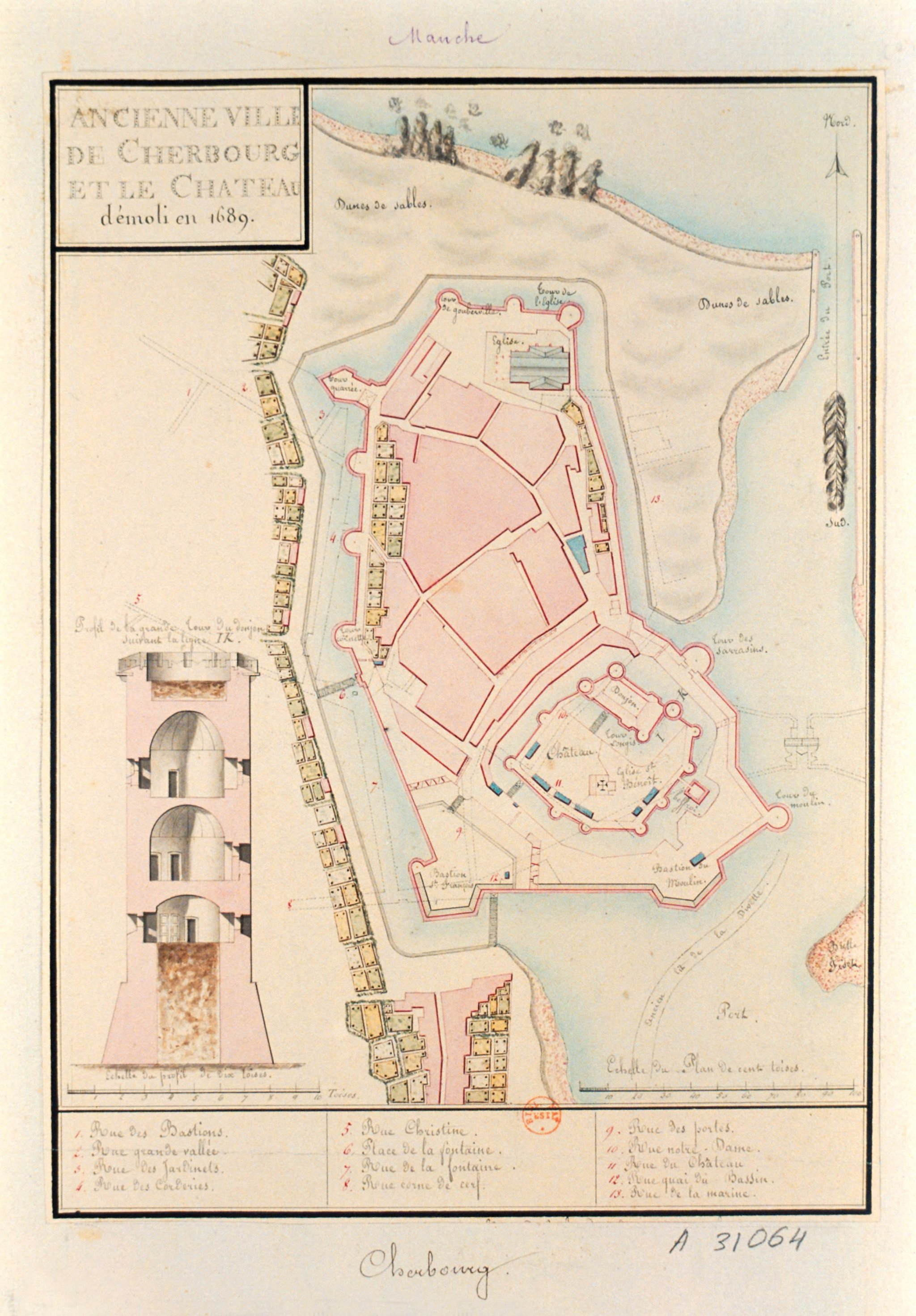
Plan de Cherbourg et du château démoli en 1689.

La ville subit trois vagues de peste en 1504, 1514 et 1517, puis à nouveau en 1554.
Le 28 avril 1532, Cherbourg reçoit en grande pompe la visite de François Ier et du dauphin. À cette époque, Cherbourg nous est décrite par Gilles de Gouberville comme une ville fortifiée de 4 000 habitants, protégée par des ponts-levis aux trois portes principales, gardées en permanence et fermées du coucher du soleil jusqu'à l'aube. À l'intérieur des remparts, le château, lui-même protégé par de larges fossés et muni d'un donjon et de douze tours, occupait le sud-est de la ville. À l'extérieur et au sud des remparts, le faubourg, le long de la Divette, était fréquenté par les matelots.
Pendant les guerres de Religion qui divisent la Normandie dans la deuxième moitié du siècle, « Cherbourg [est] la seule ville du pays où les Huguenots n'ont point de prêche public, et où l'hérésie n'infect[e] aucune famille ». En 1562, alors que les protestants se rendent maître de la plupart des villes normandes, Montgomery prépare le siège de Cherbourg, et Matignon sa défense. L'affrontement avorte pourtant par la signature de l'édit d'Amboise du 19 mars 1563. En 1574, les Réformés prennent Falaise, Argentan et Vire. Aidé des Anglais, Montgomery débarque en mars à la Hougue à la tête de plusieurs milliers d'hommes, et prend Valognes, Carentan, Saint-Lô et Domfront. Incapable de défendre tout le Cotentin, Matignon concentre ses forces dans la forteresse de Cherbourg, consolidée et fortement gardée, contraignant les protestants à se contenter de ravager une fois de plus l'abbaye du Vœu, située hors des remparts. En 1577, Jean II de Ravalet, co-seigneur avec son frère Jacques de Tourlaville, abbé de Hambye, donne sa terre de la Bucaille à l'hospice de la ville et rétablira à ses frais les canaux de la ville détruits pendant les troubles des guerres de Religion à la suite des appels à l'aide des échevins, par amour « pour les habitants de sa ville natale ».
En 1578, en remerciement de ses services, Henri III nomme Matignon lieutenant-général de Normandie et gouverneur de Cherbourg, puis maréchal l'année suivante. Matignon renforce les défenses cherbourgeoises en fortifiant les faubourgs. À sa mort, son fils reprend la charge de gouverneur de la place, et ses descendants vont assumer la charge jusqu'au milieu du XVIIIe siècle. En 1588, les bourgeois demeurent également fidèles à la couronne quand la Normandie, à l'exception de Caen et Dieppe, est tenue par la Ligue catholique. De même, ils sont d'une fidélité sans faille à Henri IV, mettant en échec, le 4 avril 1591, les projets de frondeurs normands menés par Du Tourp. Le Roi récompense la ville en lui octroyant des privilèges en 1594.

## XVIIe–XIXesiècle: naissance d'un port militaire
La ville est touchée par la peste dans les années 1620, et surtout en 1626 à cause d'un navire en provenance de La Rochelle. L'Hôtel-dieu, détruit par les flammes cette même année, n'est reconstruit qu'en 1639. Sous l'impulsion de Colbert, la corporation des drapiers fonde, le 16 avril 1668, la manufacture de draps qui produit deux milliers de pièces par an. Deux ans plus tôt, Colbert avait favorisé également l'implantation de la manufacture de verre dans la forêt de Tourlaville.
Pour compléter les deux ports d'envergure que sont Brest sur l'Atlantique et Toulon sur la Méditerranée, Louis XIV désire édifier un nouveau port sur les côtes de la Manche, face à l'Angleterre, afin d'héberger les navires de passage. Après l'échec en 1665 d'une première commission chargée d'étudier la meilleure place, Colbert vante les mérites en 1678 de la fosse de Colleville, à l'embouchure de l'Orne, sans plus de résultat. Vauban inspecte les ports de la Manche en 1680 et remet un mémoire au Roi en 1686, préconisant de renforcer la fortification de Cherbourg et de porter la capacité du port à 40 navires de 300 à 400 tonneaux et autant de frégates de 20, 30 et 40 bouches à feu. Privilégiant la Hougue pour bâtir un port militaire d'envergure, il envisage toutefois de fermer la rade de Cherbourg par deux digues, l'une de 200 toises partant du Homet, l'autre de 600 toises partant de l'île Pelée, capables d'abriter une dizaine de vaisseaux. Au-delà de la simple consolidation, il conçoit une nouvelle enceinte aux fortifications modernes, autour d'une ville nouvelle de seize rues droites, avec place royale centrale, hôpital, casernes, trois portes et cinq bastions. Les travaux de fortifications et d'aménagement du château débutent l'année suivante mais ses opposants, dont Louvois, parviennent en décembre 1688, par crainte des attaques anglaises et par jalousie, à convaincre le Roi d'arrêter les travaux. Le mois suivant, pour ne pas courir le risque de laisser aux mains des Anglais une place forte solide, l'ordre est donné de raser les fortifications, mobilisant pendant trois années près de 3 500 ouvriers.

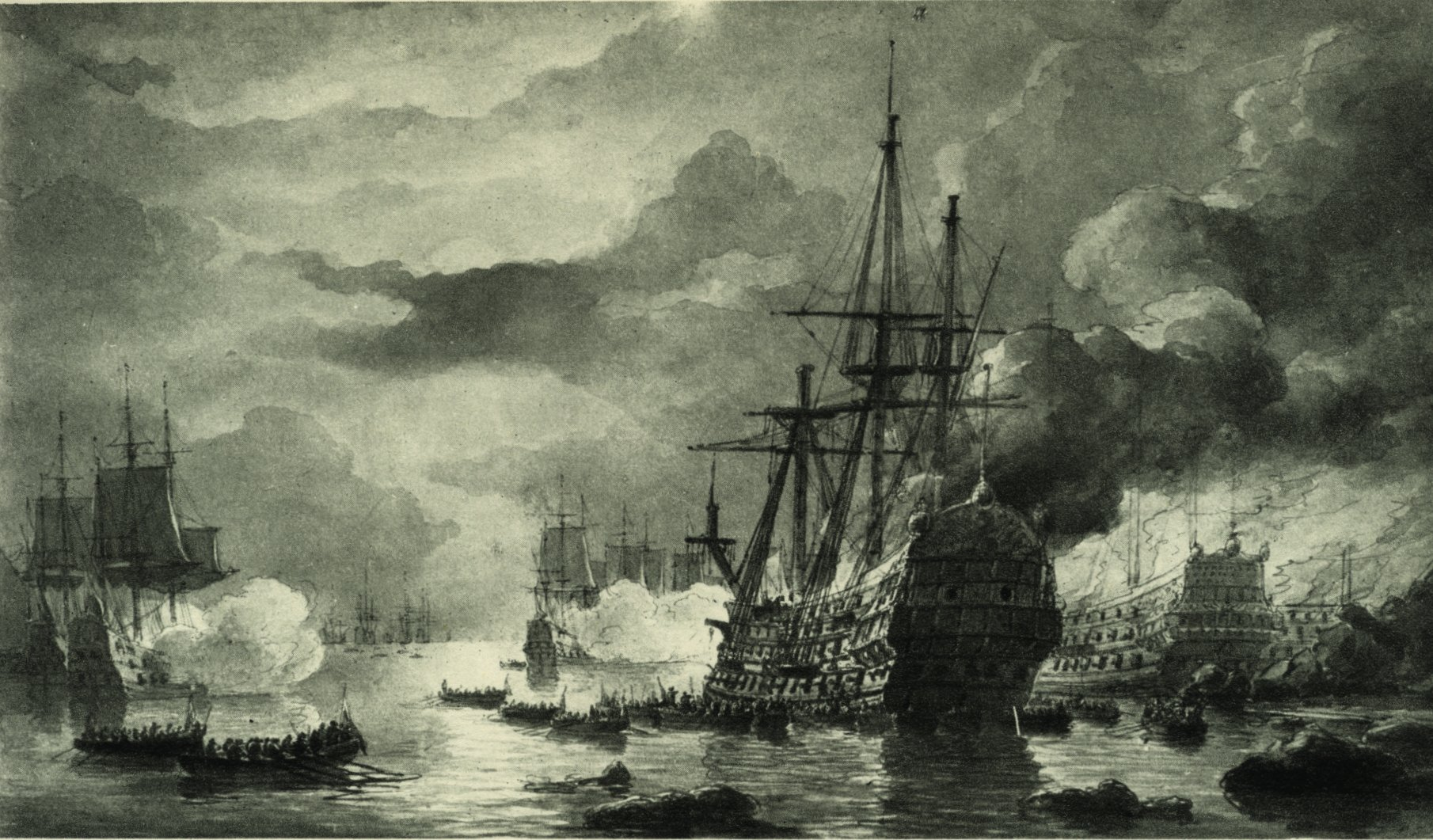
Bataille de la Hougue, PJ Schotel.

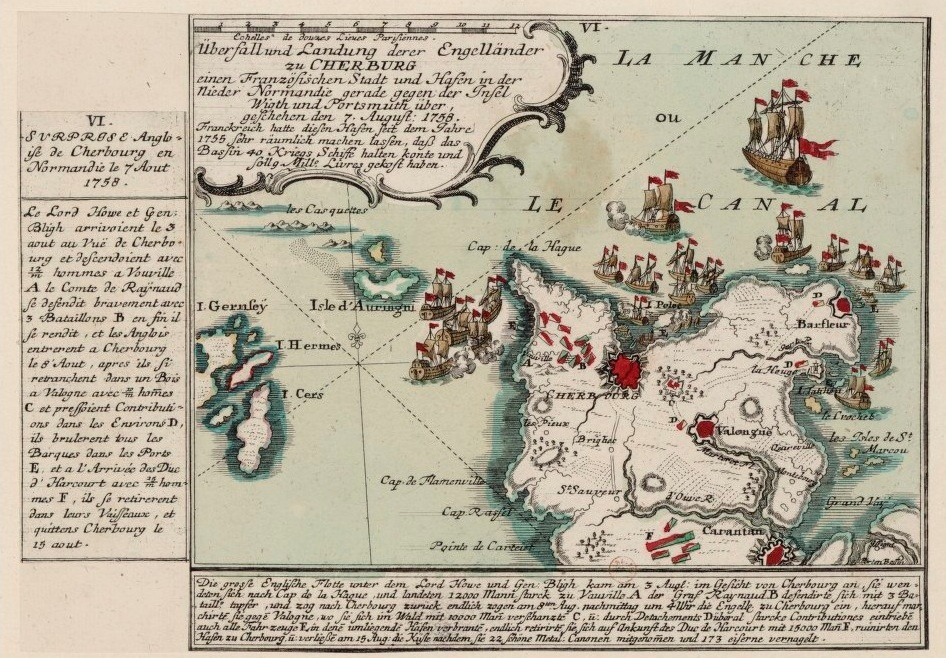
Le raid anglais de 1758 dévaste la ville.

En 1692, la protection de cette place forte du Cotentin fraîchement démantelée fait cruellement défaut à l'amiral de Tourville lors de la tentative manquée de repli de la bataille de la Hougue. Abîmés lors de la bataille de Barfleur et sans aucun port pour les protéger, trois des navires de la flotte s'abritent dans la baie de Cherbourg sous la protection de l'artillerie et la mousqueterie du fort du Gallet, construit deux ans auparavant par la milice bourgeoise : le Triomphant s'échoue à l'entrée du port, l'Admirable sur les Mielles, et le vaisseau amiral Soleil Royal sur la pointe du Homet. Le dimanche 1er juin 1692, devant de nombreux badauds venus du Nord-Cotentin, et alors que le curé a déplacé à l'extérieur (face à la bataille) la messe de la fête paroissiale, les brûlots anglais incendient les trois bâtiments. Les stocks de poudre explosent, les corps des marins et les débris jonchent la plage et les rues de la ville, tandis que le toit de la basilique de la Trinité est soufflé par l'explosion du Triomphant.
La destruction des remparts cherbourgeois n'engendre pas un étalement de la ville qui conserve son aspect médiéval. Des constructions prennent la place des anciennes fortifications et englobent peu à peu le faubourg proche de la Divette. Au début du règne de Louis XV, on dénombre 800 feux à Cherbourg, soit environ 4 000 habitants. Valognes en compte 1 000. En 1731, Chantereyne revendique 5 500 habitants, le recensement de 1774 en dénombre 6 257, et celui de Dumouriez en 1778, 7 300, en y incorporant probablement les garnisons en place.
En 1739, les ingénieurs Hüe de Caligny, directeur en chef des travaux publics de la province de Normandie, et de Caux, ingénieur en chef, entreprennent pour 560 000 livres, le creusement d'un port de commerce (aujourd'hui au niveau de la place Divette), avec la construction d'une écluse, d'un pont tournant, d'une jetée de chaque côté du chenal et de quais. Achevé en 1742, ce port est dévasté en août 1758 par une attaque anglaise sous les ordres du général Bligh et l'amiral Howe dans une ville abandonnée par le maréchal de camp comte de Rémond, retiré au château du Mont-Épinguet de Brix puis à Valognes.
Un nouveau bassin du commerce est aménagé en 1769 et inauguré en 1775, après le détournement de la Divette. Avec ces travaux, Cherbourg — depuis longtemps port commercial de faible importance, ville sans université ni activité culturelle, régulièrement pillée, aux faibles relations avec Paris — acquiert un poids essentiel dans le Cotentin et cela se traduit, à la veille de la Révolution française, par la création de réseaux de sociabilités par les bourgeois réunis en associations — comme la Société royale académique de Cherbourg en 1755 et la loge « la Fidèle maçonne ».
Le 30 novembre 1758, à la suite du « Grand Dérangement » et à la chute de Louisbourg, un navire britannique amène des déportés acadiens de l'Île Royale et l'Île Saint-Louis. Le dénuement et un état sanitaire dramatique provoquent la mort de nombreux réfugiés. Deux mois plus tard, le 14 janvier, un second convoi amène depuis Halifax, au terme de seize jours de traversée, 147 Acadiens originaires majoritairement de Pobomcoup et du Cap Sable. Parmi eux se trouve la famille nobiliaire d'Entremont, dont l'ancêtre Philippe Mius d'Entremont (1601-1700), baron de Pobomcoup, était originaire de Cherbourg. Les bourgeois locaux organisent leur secours, protestant officiellement contre la décision royale de supprimer la solde accordée aux réfugiés. En 1773, 163 des 228 Acadiens de Cherbourg partent pour le Poitou. Au lendemain de la Révolution française, on compte encore dans la ville deux centaines d'Acadiens, auxquels l'Assemblée nationale reconduit le versement d'une pension sur l'insistance du président de la Société des amis de la Constitution locale, Étienne-François Le Tourneur.
Louis XV manifeste l'intention de reprendre les travaux d'un port militaire, mais le raid anglais d'août 1758, au cours de la guerre de Sept Ans, l'arrête. Les Anglais restèrent maîtres de la place pendant huit jours. Le soutien français aux insurgés américains réveille ensuite le projet dans l'esprit de Louis XVI. En 1776, à la demande du roi, une commission — sous l'égide de Suffren, réunissant notamment Dumouriez, futur gouverneur de la place, et le capitaine de vaisseau et hydrographe La Bretonnière — est chargée de choisir entre Cherbourg, Ambleteuse et Boulogne le port stratégique pour la défense des côtes de la Manche. Le rapport de La Bretonnière et de Méchain considère que seul le port normand peut protéger convenablement 80 bateaux de guerre. Dépassant les projets de Vauban, il projette la construction d'une digue de quatre kilomètres de long entre l'île Pelée et la pointe de Querqueville. Dumouriez et le chef du génie Decaux conseillent quant à eux une rade plus courte, allant en droite ligne de l'île Pelée et la pointe du Homet comme préconisé par Vauban, avec une passe centrale unique et mettant l'accent sur les défenses militaires. On donne finalement raison à La Bretonnière. Quant à l'édification, Decaux vante les mérites des caissons de maçonnerie de béton tandis que La Bretonnière préfère le sabordage de vieux navires de guerre et un enrochement à pierres perdues. Mais les plans de l'ingénieur Louis-Alexandre de Cessart sont choisis : un môle construit à partir de 90 cônes de bois de 20 × 20 m, remplis de pierres et de béton, reliés par des chaînes de fer.

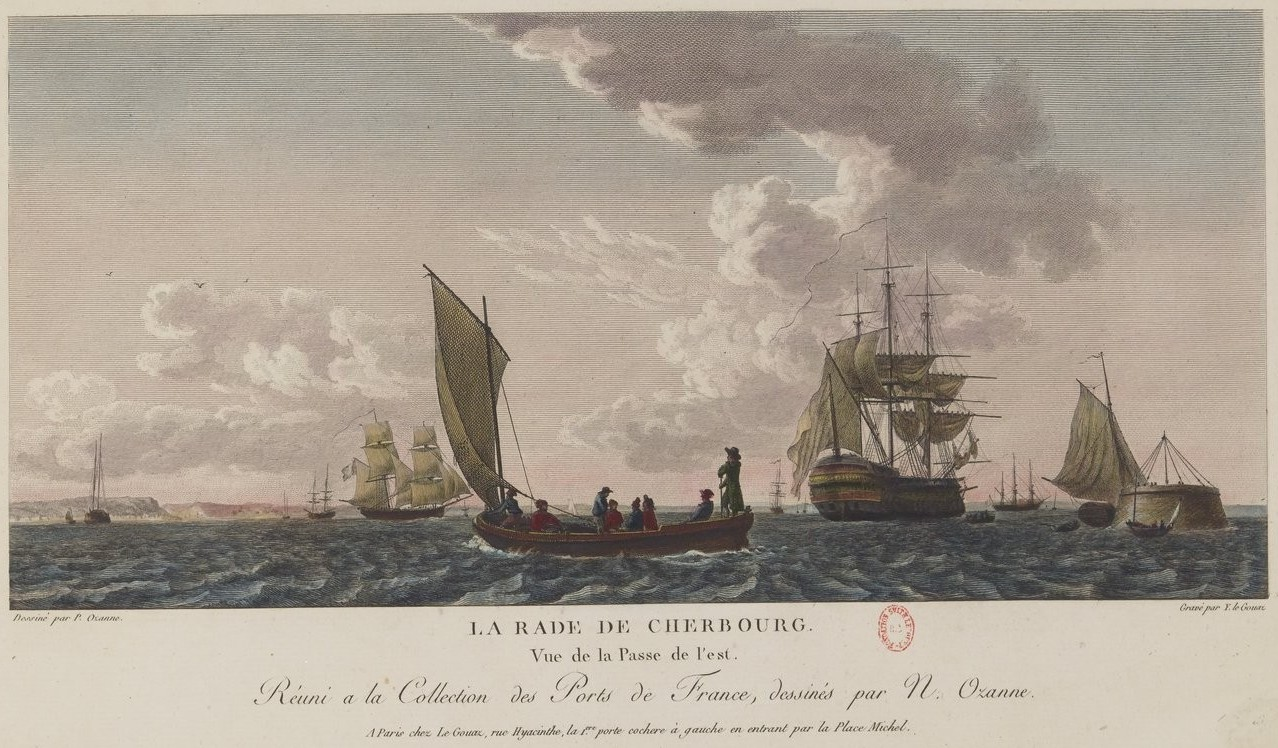
La rade de Cherbourg en 1776.

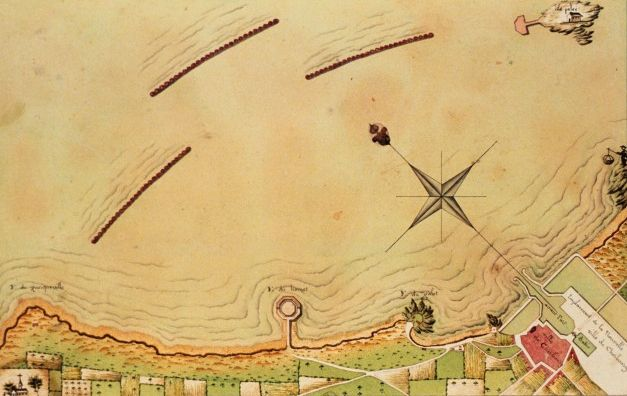
Projet non retenu de Louis-Alexandre de Cessart pour la rade.

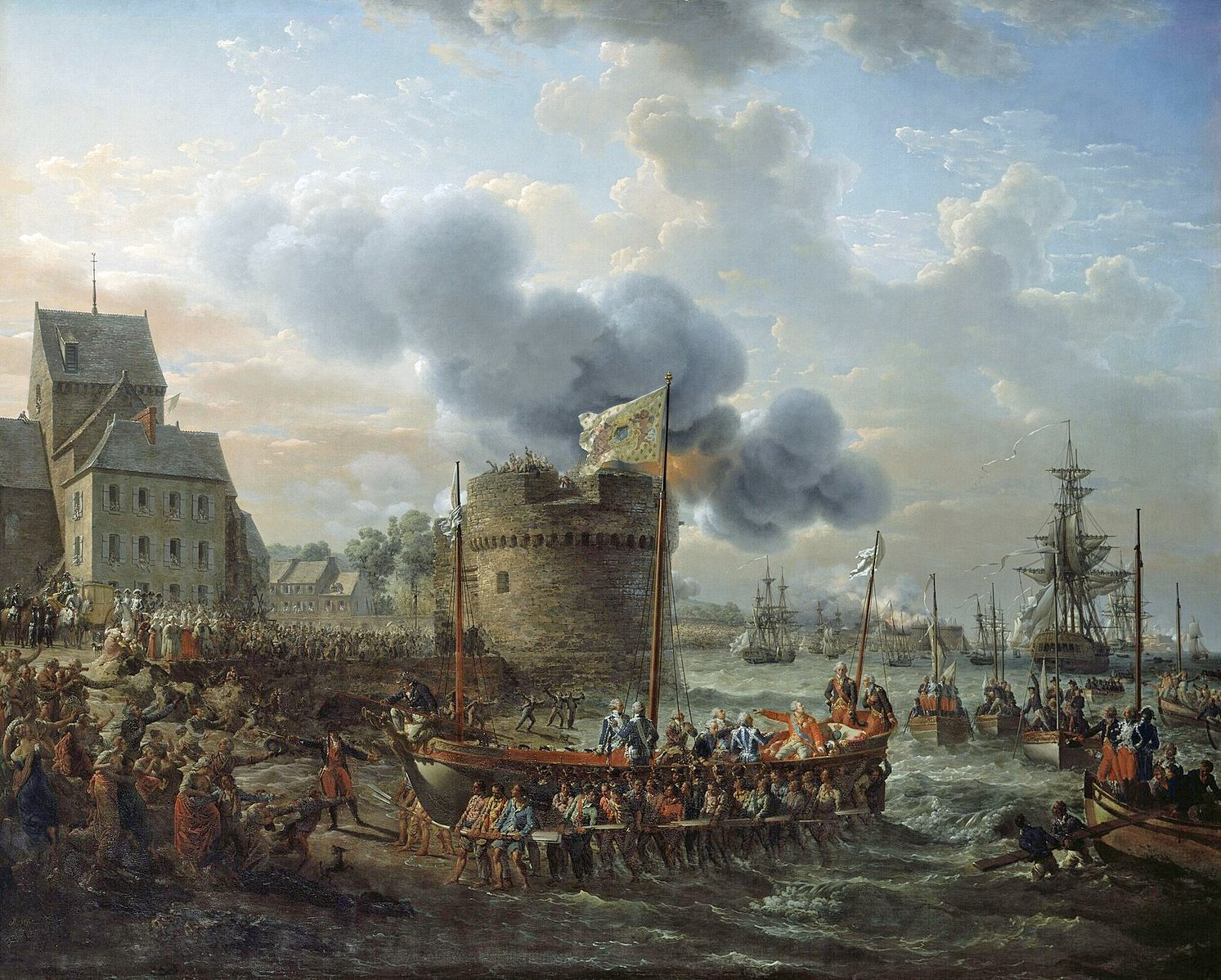
La visite de à Cherbourg en juin 1786, à l'occasion des travaux pour la digue.

Le premier cône est coulé le 6 juin 1784 à un kilomètre de l'île Pelée et la rade s'emplit des 300 à 400 bateaux qui font la navette depuis le port du Becquet pour le transport des pierres. Mais les quatre premiers cônes ne résistent pas aux tempêtes. Le 22 juin 1786, Louis XVI fait son unique voyage en province pour voir l'avancement des travaux et assister à l'immersion du neuvième cône de pierre. On conclut en 1788 à l'échec de l'option de Cessart et on revient, les caisses vides, à la conception de La Bretonnière.
En 1785, conséquence de l'importance que prend la ville, une subdélégation est créée, toutefois plus restreinte que la vicomté supprimée quatorze ans plus tôt car couvrant essentiellement la Hague, jusqu'à Héauville et Helleville inclus, ainsi que Tourlaville, Bretteville, Digosville et Martinvast, et toujours sous la dépendance de la circonscription de Valognes.

## FinXVIIIe–XIXesiècle: une vocation confirmée d'un régime à l'autre
À la veille de la Révolution française, toutes les conditions sont réunies pour la survenue d'un mouvement politique : un corps municipal mésestimé, le gouverneur provincial, le duc de Beuvron, sans autorité, le gouverneur militaire de la ville, Dumouriez, favorable au changement et soutenu par des bourgeois de robe réformateurs,  et une population ouvrière soumise à la disette, des hostilités au sein du pouvoir militaire et des bourgeoisies, dues aux mauvaises récoltes et au chômage créé par l'abandon des cônes et le ralentissement des travaux. Effectivement, ville ouvrière et bourgeoise, Cherbourg accueille favorablement la Révolution. Le cahier de doléances dénote une volonté réformatrice mais modérée de la part de bourgeois proche des Feuillants. Malgré l'importance prise par la ville en quelques années, sa population n'est pas représentée lors des États généraux de 1789 ; elle y envoie cependant un député extraordinaire, Victor Avoyne de Chantereyne, qui obtient la nomination de Cherbourg comme chef-lieu de district.
La nouvelle de la prise de la Bastille est reçue le 17 juillet avec joie et l'ordre de porter la cocarde est donné le lendemain. Mais le 21 juillet en fin de journée, des ouvriers de la digue et des matelots se réunissent place du Calvaire pour réclamer l'ouverture des magasins de blé et du pain à bas prix. Puis la foule passe la nuit à saccager les maisons des notables Garantot et Chantereyne ; elle ouvre la prison de la Trinité et se disperse à l'aube. Après avoir d'abord laissé faire les agitateurs, Dumouriez forme dans la nuit la milice nationale qui arrête entre 150 et 300 pillards (en fonction des sources). Il châtie les fauteurs de troubles, condamnant deux d'entre eux à la pendaison et sept autres, dont une femme, à être marqués et fouettés. Apeuré, le maire Demons de Garantot démissionne alors que le duc d'Harcourt, gouverneur de Normandie, et le duc de Beuvron, lieutenant général du Royaume, s'exilent en Angleterre. La municipalité, placée sous l'autorité du chevalier de Gassé, refuse de se soumettre à l'autorité de la milice de Dumouriez ; cette opposition dure plusieurs mois, jusqu'au départ du militaire en fin d'année. Cessart abandonne également la ville, laissant ainsi seul La Bretonnière, dont les subsides sont coupés en 1790 et qui est contraint à la démission en 1792. Malgré la loi du 1er août 1792 décrétant la construction de l'avant-port militaire, tous les travaux sont suspendus cette même année, et pour dix ans.
La ville confie ensuite sa défense et sa sécurité à un comité de quatorze notables et échappe aux premières purges. En 1793, la chouannerie se propage dans le Sud-Manche et la Terreur est décrétée. Jean-Baptiste Le Carpentier est envoyé le 19 septembre à Cherbourg par le Comité de salut public comme représentant du peuple. Il dissout le comité et le remplace par une Commission de surveillance aux pouvoirs répressifs élargis. Pour autant, on ne compte qu'une seule victime de la guillotine, le directeur des Postes Leroy, au terme d'un procès à charge. En janvier 1794, alors qu'une large majorité des prêtres ont émigré, le représentant du peuple Bouret ordonne le saccage des ornements, statues, draperies et orgues de l'église de la Trinité. Durant cette période, de nombreuses fêtes patriotiques sont organisées, parmi lesquelles l'anniversaire de la prise de la Bastille (14 juillet 1790), la fête de l'Être-Suprême (8 juin 1794), et la fête en l'honneur des héros morts au siège de Granville (10 juillet 1794).

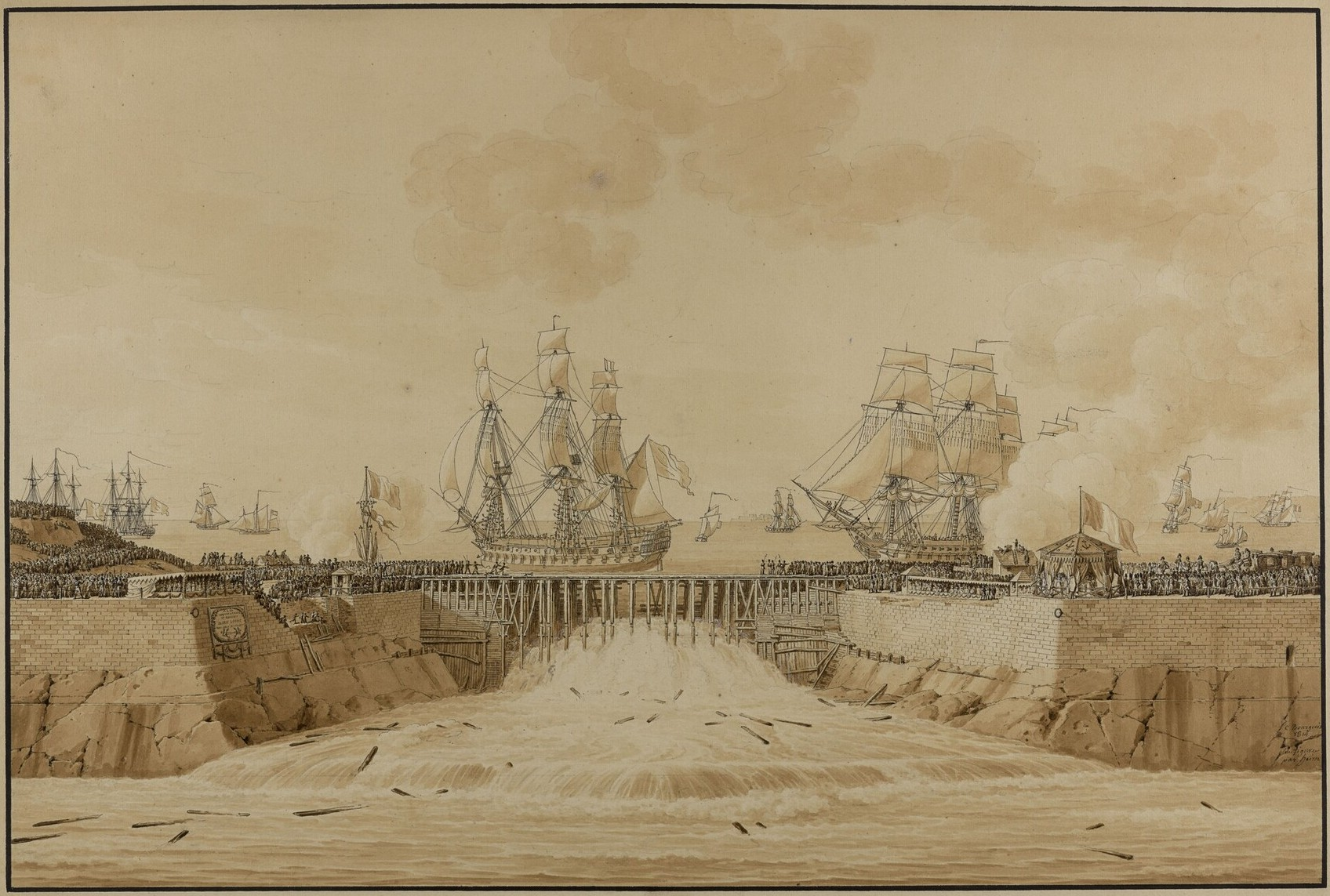
La mise en eau de l'avant port en 1813, en présence de l'impératrice Marie-Louise.

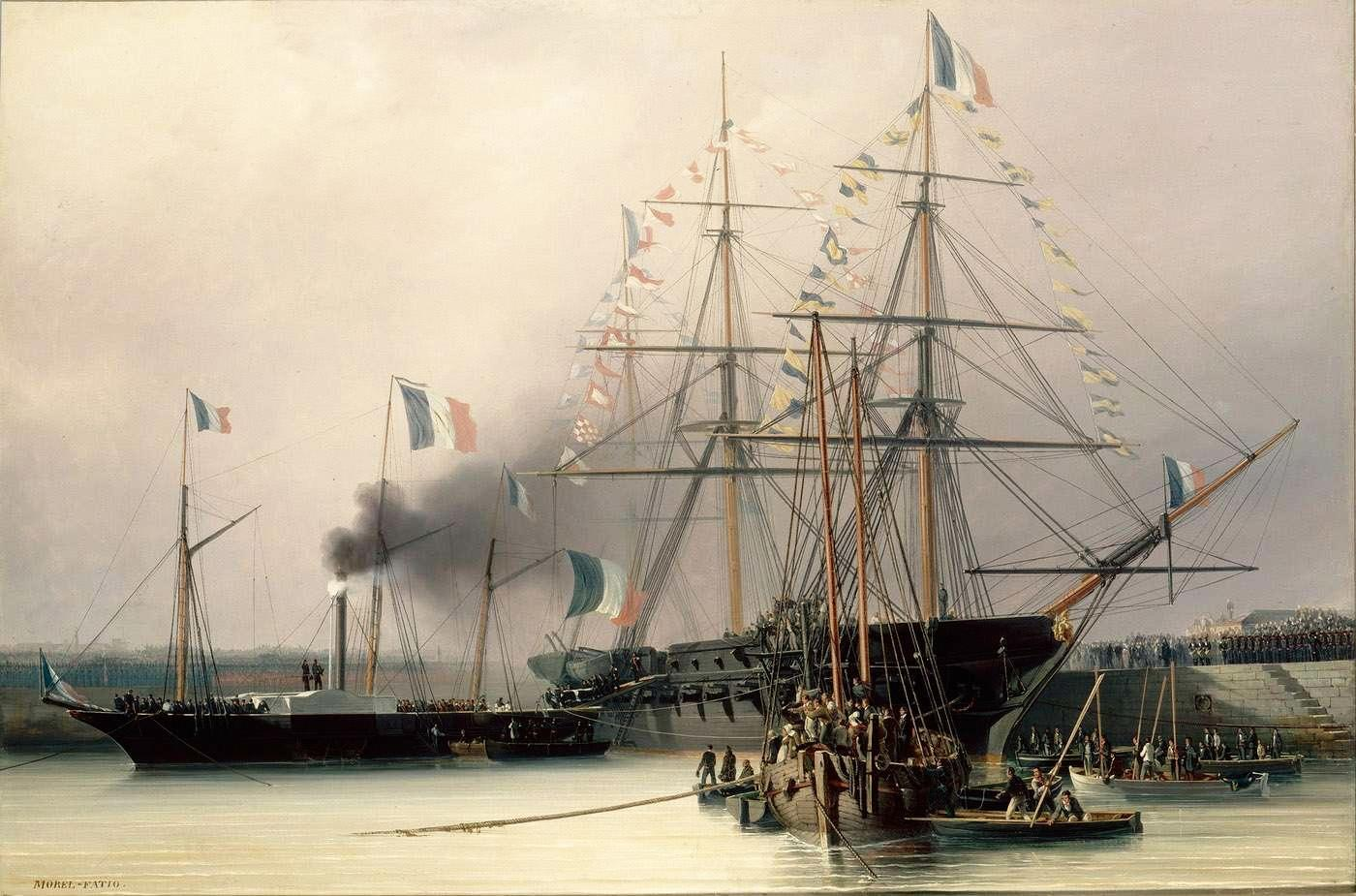
Transbordement des cendres de Napoléon Ier, Léon Morel-Fatio, 1841.

En 1802, Bonaparte ordonne la reprise des travaux de la digue, selon la méthode de La Bretonnière, en aménageant la partie centrale pour recevoir des canons. Par le décret du 25 germinal an XI (15 avril 1803), il charge l'ingénieur Cachin du creusement de l'avant-port militaire, qu'il qualifiera de lac de Moeris (inauguré le 27 août 1813 par l'impératrice Marie-Louise), et décide de la construction du nouvel Arsenal. Le Premier consul veut faire de Cherbourg un des ports militaires principaux, visant l'invasion du Royaume-Uni. En 1803, Cherbourg est à l'abri des attaques anglaises et devient un port d'attache de corsaires. Après une visite en 1811, Napoléon fait de Cherbourg une préfecture maritime, un chef-lieu d'arrondissement de la Manche et le siège d'un tribunal de première instance. Il décrète également l'édification d'un nouvel hôpital de 300 lits, construit à partir de 1859 sur le territoire tourlavillais annexé. Il prend acte ainsi du développement de la ville, et lui donne une plus grande importance dans le Cotentin, face à Valognes qui était sous l'Ancien régime la principale ville de la péninsule, et sous-préfecture de la Manche jusqu'alors.

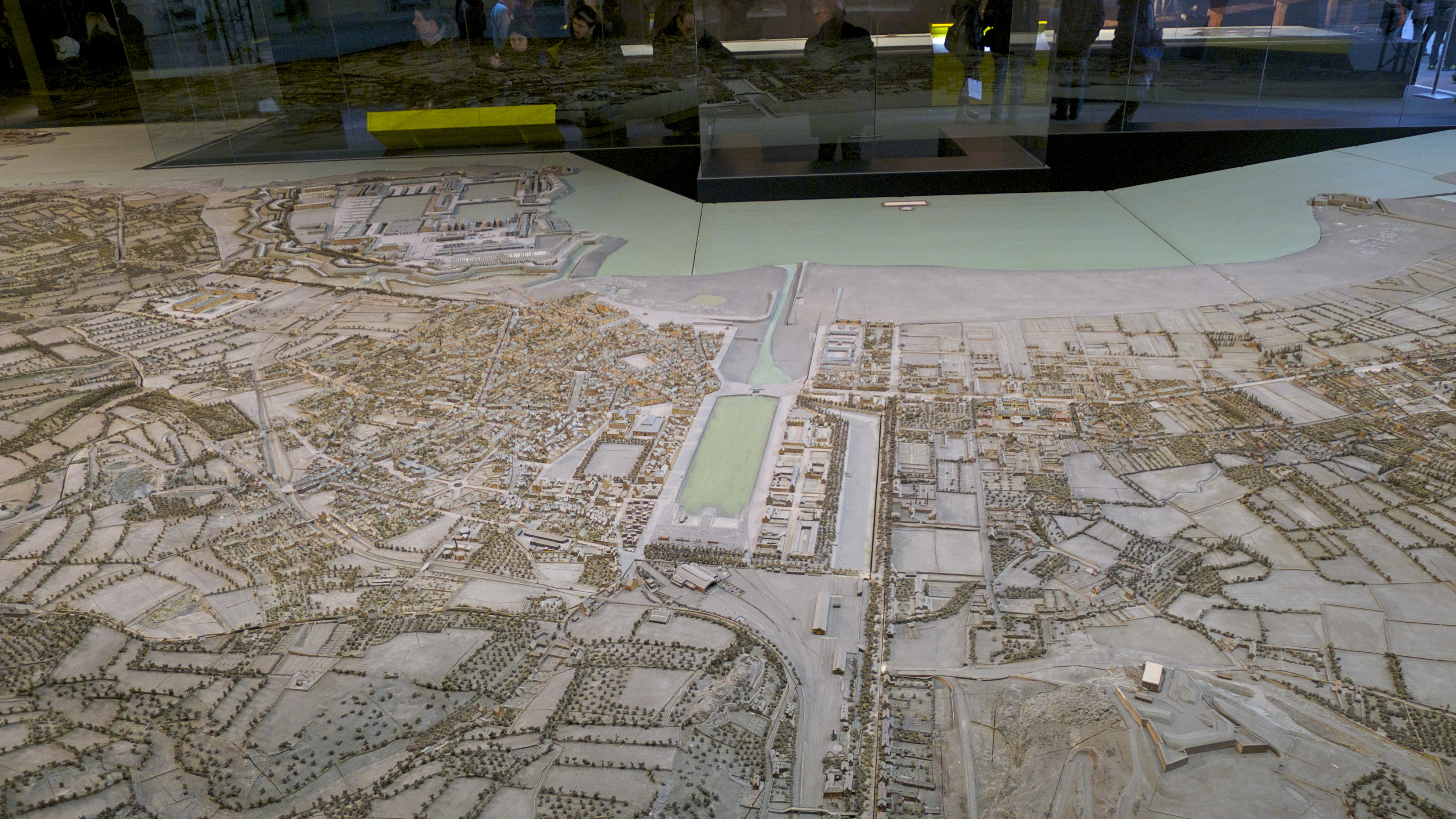
Plan-relief de Cherbourg, réalisé au XIXe siècle.

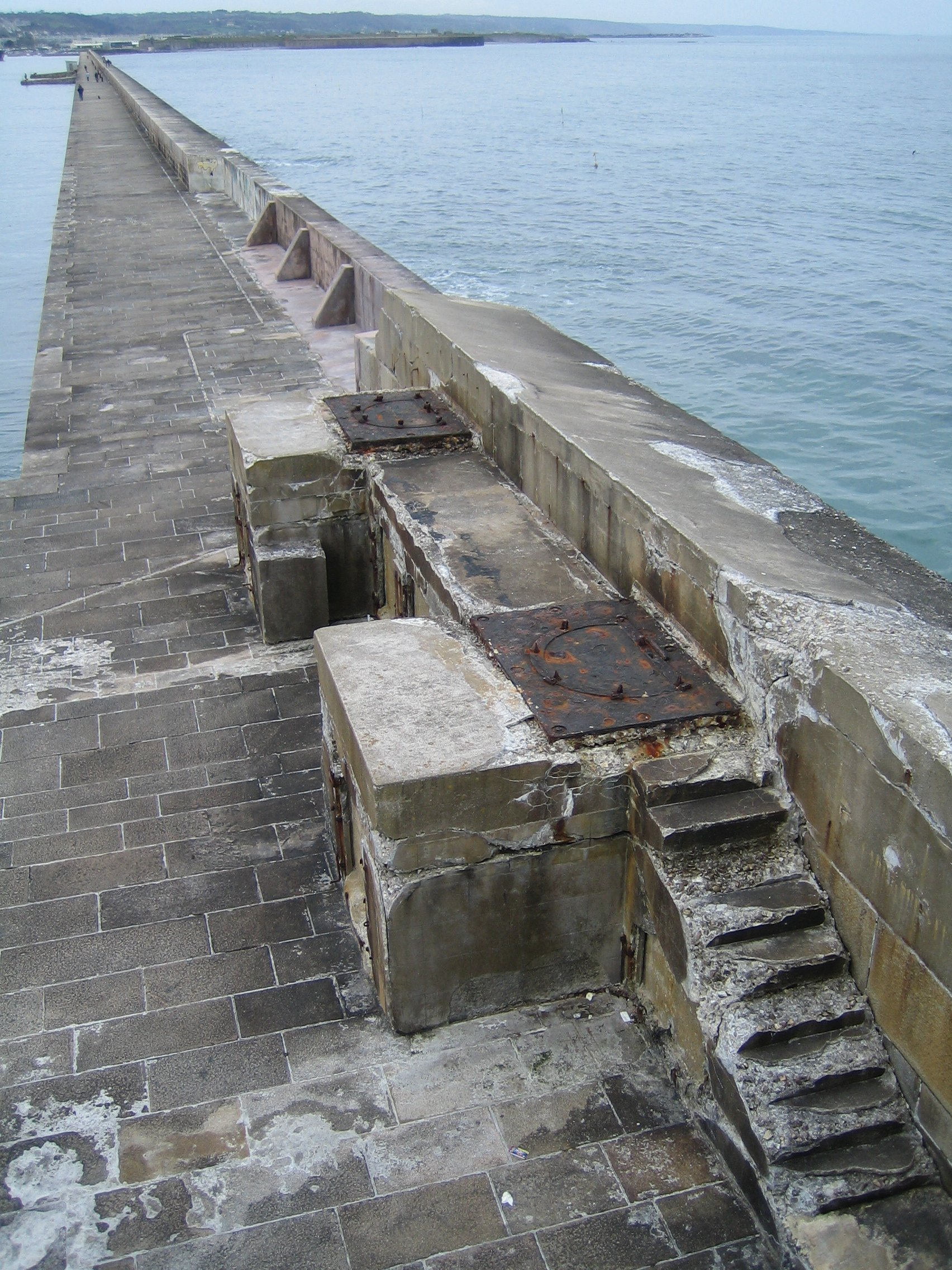
Digue de l'Ouest, dite « de Querqueville ».

Les travaux de la digue centrale, interrompus à nouveau entre 1813 et 1832, ne sont terminés que sous Napoléon III, en 1853, tandis que les digues de l'Ouest et de l'Est sont achevées en 1895. Les bassins Charles X (commencé en 1814 — 290 × 220 × 18 mètres) et Napoléon III (commencé en 1836 — 420 × 200 × 18 mètres) du port militaire sont respectivement inaugurés le 25 août 1829 en présence du Dauphin, et le 7 août 1858 par le couple impérial. Les travaux de la digue sont conclus par la Troisième République, avec l'adjonction des digues de l'Est (1890-1894) et de l'Ouest (1889-1896), et la construction de la Petite rade (digue du Homet, 1899-1914, et digue des Flamands, 1921-1922). Les digues de Cherbourg, qui constituent depuis la plus grande rade artificielle du monde, n'ont pu être détruites par les Allemands en 1944. L'ampleur des travaux séculaires eut un écho important en France, à l'image d'Émile Zola qui écrit en 1879 dans Nana : « À Cherbourg, il avait vu le nouveau port, un chantier immense, des centaines d'hommes suant au soleil, des machines comblant la mer de quartiers de roche, dressant une muraille où parfois des ouvriers restaient comme une bouillie sanglante ».
Ouvert en 1793, l'ancien arsenal (à l'emplacement de l'actuel quai Lawton-Collins) construit des bâtiments de surface à voile. Le premier, le brick La Colombe, est lancé le 27 septembre 1797 après un chantier de trois ans.
En 1803, Bonaparte décide de bâtir un nouvel arsenal à proximité du port militaire en projet, à l'Ouest de la ville. Construisant des navires à voile, puis à hélices jusqu'à la fin du XIXe siècle, l'Arsenal se spécialise à partir de 1898, dans la construction de sous-marins. Les premiers sont Le Morse et Le Narval. Depuis, plus de 91 bâtiments y ont été construits.
Profitant du blocus du Havre et de Dieppe par les Britanniques au début du XIXe siècle, le commerce avec l'Amérique, la péninsule ibérique et les pays du Nord s'accroît. Pour lutter contre les risques d'épidémies, un conseil de santé est mis en place en octobre 1800, et la quarantaine est décrétée pour tous les navires à risque. Les mesures strictes de confinement des équipages et de javellisation des marchandises n'empêchent pourtant pas le choléra de sévir en mai 1832, puis de mai à décembre 1849. La municipalité s'attaque à l'insalubrité des rues, un surveillant de la commission de salubrité publique étant chargé de veiller au respect des consignes dans chacun des 15 arrondissements de la ville. Un autre cas de choléra est pourtant signalé le 7 novembre 1865.

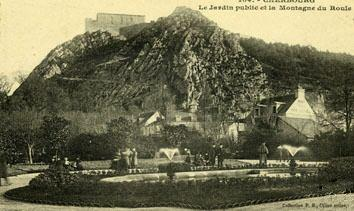
Le jardin public, la montagne du Roule et le Fort, 1908.

Les travaux du port provoquent la densification et l'étalement de la ville, et l'enrichissement de la bourgeoisie locale. Au début du XIXe siècle, les rues sont assainies, pavées, éclairées, et équipées de fontaines publiques. Témoins de l'importance que prend le port, des bâtiments publics s'élèvent, comme l'hôtel de ville, les halles centrales, le tribunal, les halles au blé en 1833 (trop grandes, dont une partie est par la suite détruite pour accueillir le théâtre municipal) mais aussi un cimetière. Un premier établissement de bains, à l'emplacement de la gare maritime actuelle, voit le jour en 1828. Les premiers travaux du XVIIIe siècle, qui avaient permis la canalisation de la Divette et du Trottebec, ainsi que le creusement du bassin du commerce, inauguré en 1831, sont complétés par l'assèchement des marais du Cauchin sous la mandat de Collart, dont la place prend postérieurement le nom, avant d'être rebaptisée place Divette. La vie culturelle se complète par la constitution de nouvelles sociétés savantes. On aménage également le front de mer et la ville sort de ses limites anciennes. Annexé au territoire tourlavillais par Napoléon Ier en 1811, le nouveau quartier du Val-de-Saire se développe, relié au centre historique par le pont tournant. On y érige le casino (aujourd'hui disparu), l'église Saint-Clément à partir de 1853 (consacrée en 1856), l'hôpital dont la première pierre est posée en 1859. L'emprise de la ville s'étend également à l'Ouest, vers Querqueville et le port militaire, avec le quartier du Vœu qui, autour de l'église du même nom, s'embourgeoise. Sur les terres incultes arrosées par les ruisseaux de la Bucaille et de la Polle sont bâtis des immeubles de rapport et des hôtels particuliers, comme celui de la famille d'armateurs Liais, auprès desquels une congrégation religieuse s'installe. Ces nouveaux quartiers sont reliés au centre par un tramway.
Le 16 août 1830, Charles X, détrôné, embarque pour l'exil au port militaire de Cherbourg sur le Great Britain, laissant la place à la monarchie de Juillet. Dix mois plus tard, le bateau d'un autre souverain déchu, Pierre Ier du Brésil, mouille au même endroit. À la fin du mois d'août 1833, le Louxor, qui ramène de Thèbes l'obélisque de Louxor, mouille dans la rade avant de gagner Paris par la Seine et reçoit la visite de Louis-Philippe.

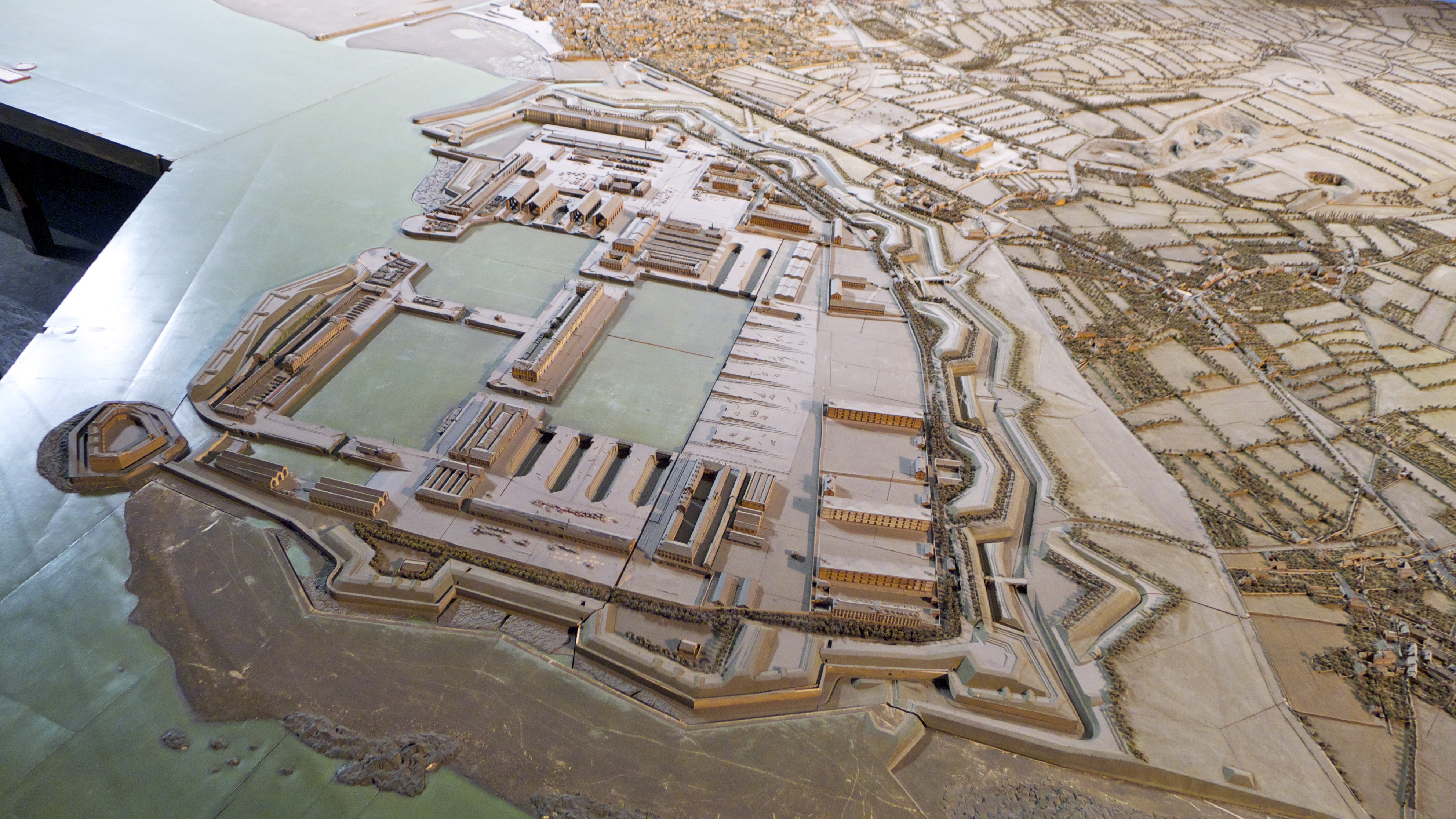
Arsenal de Cherbourg en 1872 sur la maquette conservée au musée des Plans-reliefs (Paris).

Dans ces années, Cherbourg peut être considérée comme bonapartiste. Reconnaissante envers l'Empereur d'avoir fait de Cherbourg un port d'importance primordiale, le conseil municipal avait officiellement demandé que la ville soit nommée « Napoléonbourg » en septembre 1813 mais la défaite de Waterloo empêche la réalisation du projet. En 1831, les électeurs choisissent Armand de Bricqueville, fidèle colonel des dragons napoléoniens, comme représentant à la Chambre des députés ; à sa mort (1844), la ville lui offre des obsèques populaires et finançant l'année suivante un buste installé sur les quais. Le 30 novembre 1840, à la demande du conseil municipal, la Belle Poule, qui ramène les cendres de Napoléon en France fait sa première escale à Cherbourg. À la suite d'une cérémonie d'hommage, la place du Rempart, gagnée sur la mer, est baptisée place Napoléon. Le 5 septembre 1850, le peuple accueille le président Louis-Napoléon Bonaparte par une « Vive la République » et « Vive Napoléon » mêlés. Alexis de Tocqueville pour le conseil général et Joseph Ludé, en tant que maire, lui demandent la conclusion des travaux de l'Arsenal entrepris par son ancêtre et la construction de la ligne ferroviaire reliant Cherbourg à Paris. Le 4 août 1858, à l'occasion de son retour, en tant qu'empereur, pour l'inauguration de la ligne, une statue équestre de Napoléon est érigée à l'Arsenal.
Le 19 juin 1864 a eu lieu, au large de Cherbourg, un épisode célèbre de la guerre de Sécession : le CSS Alabama, navire corsaire confédéré, est coulé par le navire de l'Union USS Kearsarge après un peu plus d'une heure de combat (cf. combat naval à Cherbourg), sous l'œil de milliers de spectateurs, dont certains étaient venus en train pour l'inauguration du casino-bains de mer. Manet a immortalisé cet affrontement dans une de ses œuvres, aujourd'hui exposée au Philadelphia Museum of Art. Contrairement à ce qui a été parfois prétendu, le peintre n'a pas assisté à l'événement, il a réalisé son œuvre à partir de gravures de presse.
L'arsenal se développe et évolue vers la construction sous-marine, et avec lui, l'économie cherbourgeoise se consacre au domaine maritime avec les ateliers de réparation J. Hamel et les chantiers de démolition Cousin. Les ouvriers et les marins, venus de partout en France, acquièrent une importance grandissante dans la ville et dans le Cotentin qui assiste à l'exode de la population agricole vers le milieu urbain. La ville s'enrichit, la gauche s'installe dans les scrutins.
Le 9 octobre 1896, dans le cadre de l'Alliance franco-russe, le tsar Nicolas II assiste à une revue maritime, elle comprenait, commandée par l'amiral Regnault de Prémesnil le Hoche, le Jemmapes, le Bouvines, le Valmy, l'Amiral Tréhouart, le Dupuy-de-Lôme, le Chasseloup Laubat, le Friant, les contre-torpilleurs Cassini, l'Épervier, le Lance, le Palve, le Surprise, l'Aquilon, l'Ariel. Ces navires avaient été rejoints par l'escadre venant de Brest comprenant le Charles Martel, le Jean-Bart, le Descartes. Venant de Cherbourg les torpilleurs Grenadier et Turio. Venant de Rochefort, le Bruix. Sous le regard du président de la République qui offrait ensuite un dîner aux convives impériaux.

## DébutXXesiècle: port d'émigration

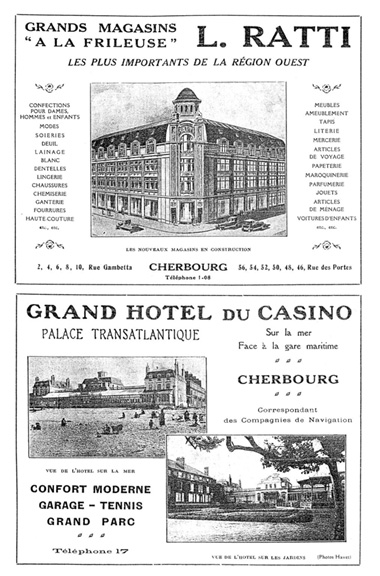
L'époque transatlantique accompagne l'essor économique de la ville : casino, hôtel de luxe, grands magasins sur le modèle parisien…

Port protégé et accessible à toute heure et par tous les temps, pointe avancée dans la mer de la Manche, la position de Cherbourg intéresse rapidement les compagnies de navigation reliant les ports tels qu'Anvers et Southampton à la côte est des États-Unis. Le grand brassiage du port (entre 6 et 13 mètres, quand Southampton dispose de moins de 10 mètres de profondeur), la rareté des brumes, la sûreté des côtes, et la facilité de chargement ou déchargement, sont autant d'avantages techniques offerts par la ville, dans une concurrence où la rapidité est primordiale. Ainsi, après L'Union le 22 juin 1847, premier navire de croisière à quitter Cherbourg pour New York, les paquebots de la Royal Mail Steam Packet Company reliant la Grande-Bretagne à l'Amérique du Sud en passant par l'Espagne, puis ceux de Hamburg Amerika Linie pour New York y font escale avant de traverser l'Atlantique dès la fin des années 1860. En 1869, on compte 47 escales et 1 175 passagers pour un tonnage de 81 507 ; trente et un ans plus tard il s'élève à 1 651 884 avec 378 escales et 30 313 passagers. Dès lors, Cherbourg acquiert une dimension mondiale, comme en témoigne l'accueil d'une exposition internationale en 1905 place Divette, et la visite de nombreux souverains étrangers telle la rencontre officielle du tsar Nicolas II de Russie et du président Armand Fallières, le 31 juillet 1909, dans le cadre de l'Alliance franco-russe.
Toutefois, port d'escales et non d'attache, les efforts se concentrent sur la réduction maximale du temps de relâche. On aménage une tente sur le quai de l'ancien arsenal en 1894 remplacée en 1905 par une gare maritime sommaire en bois, le chemin de fer s'allonge jusqu'aux quais d'embarquement des passagers et du courrier, l'appontement est prolongé de 125 mètres en 1912. On y bâtit une gare abritant salle des pas perdus, hall à bagages, nouvelles voies ferrées, commerces, douanes, police et bureaux des compagnies. Neuvième port français en 1870, Cherbourg devient à la veille de la Première Guerre mondiale le troisième accueillant jusqu'à 1 500 passagers et 600 000 sacs postaux en un jour.
La clientèle est encore à l'époque essentiellement d'affaires, et l'économie commence à tirer avantage du tourisme et du commerce et du luxe, dont témoignent les hôtels haut de gamme, le casino, les grands magasins Ratti. Surtout, la main-d'œuvre locale trouve des emplois comme dockers, agents d'accueil et navigants des transbordeurs. Trop gros pour accoster sur les quais de la gare maritime inaugurée en 1912, les steamers doivent mouiller dans la partie ouest de la rade, onze transbordeurs assurant la navette. Le 10 avril 1912, le voyage inaugural du Titanic comporte une escale à Cherbourg, où débarquent 24 passagers et embarquent 274 autres. Partis pour certains de la gare de Paris-Saint-Lazare à 9 h 40 et arrivés à 15 h 30, ils montent à bord des transbordeurs dont le Nomadic à 17 heures, et le Titanic appareille à 20 h 10. En 1913, Cherbourg reçoit 500 paquebots et 70 000 passagers.
Durant la Première Guerre mondiale, le trafic est entièrement suspendu après le torpillage par les U-Boote allemands, devenus maîtres des mers, du Lusitania de la Cunard, où périssent 1 198 passagers le 7 mai 1915 au large de l'Irlande. Cherbourg devient le lieu d'arrivée du matériel et des troupes britanniques puis américaines, et de départ des permissionnaires et des blessés. Pour faire face au besoin de main d'œuvre, la ville se voit octroyer par le gouvernement des travailleurs coloniaux en provenance du Maghreb et de l'Indochine ; ils sont installés dans un grand camp sur la Saline d'Équeurdreville. Le port militaire connaît un accroissement d'activité. Si la Manche est sous la surveillance de la Royal Navy, la Marine française réarme néanmoins les forts de la côte et renforce la garnison en poste à Cherbourg. Tandis que le gros des combats sous-marins a lieu dans la mer du Nord, Cherbourg devient un port sûr — où les navires militaires et commerciaux viennent se faire réparer et se mettre à l'abri — et la base arrière des torpilleurs. Toute la ville se met à l'heure du conflit : les hôpitaux, complétés par un hôpital de fortune dans la gare maritime, reçoivent blessés et gazés, les camps militaires poussent aux Mielles, et dans la campagne environnante (à Fermanville et dans le parc du château de Saint-Pierre-Église), la population doit accueillir les réfugiés de guerre, travailleurs coloniaux et prisonniers de guerre.
La configuration du port, mal desservi à terre et peu profond, empêche son développement commercial face au Havre et à Rouen. Il s'équipe alors de puissantes grues et de voies ferrées, posées par les prisonniers de guerre, pour faire face à l'augmentation des importations de charbon britannique et de pétrole texan. Le charbon est débarqué au port du Homet ; pour l'hydrocarbure, on construit un port pétrolier à Querqueville qui alimente les grands réservoirs de Brécourt. Dès lors, le trafic du port double, atteignant 600 000 tonnes en 1918. Dans les esprits, un port de commerce devient conciliable avec un port militaire.

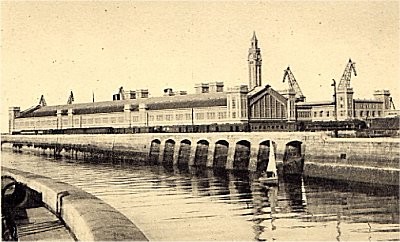
La gare transatlantique de 1933.

Le transit transatlantique reprend rapidement au lendemain de la guerre avec la White Star, la Red Star Line, l'American Line, la Royal Mail, la Booth Line, la Cunard, la Lloyd, la United States Lines, la Canadian Pacific Railway. Depuis Southampton, Brême, Londres, Hambourg et Anvers, elles desservent principalement New York, Montréal, Québec, Halifax et Buenos Aires. En revanche, la seule compagnie française, la Compagnie générale transatlantique, reste fidèle au Havre. Pour accueillir au mieux les escales, la Chambre de commerce fait construire un port en eau profonde, conçu par Paul Minard, puis une nouvelle gare maritime imposante. Face à la faiblesse des infrastructures portuaires commerciales relevée par la guerre, un projet de vaste zone affectée au chargement, déchargement et stockage des marchandises se met en place sur le terrain des Mielles, gagné sur la mer à l'est de la rade, en complément du port en eau profonde. Les neuf portiques mobiles avec des passerelles à paliers variables disposés sur le quai de France permettent de débarquer les passagers directement dans la gare.
Dans l'entre-deux-guerres, un train spécial relie en trois heures Paris à la grande gare maritime et un service d'aérobus assure les correspondances avec les paquebots de la Cunard et de la White Star. L'émigration vers les États-Unis prend un poids croissant par rapport au trafic postal. En 1929, la gare accueille 985 escales et 300 000 passagers, faisant de la ville le premier port de migration en Europe, devant Hambourg, Southampton et Liverpool. Aussi les compagnies Cunard Line (38 700 passagers en 1921, la moitié du trafic cherbourgeois), White Star Line (22 000 passagers, un quart du trafic), et Red Star Line commandent-elles, en 1922, à René Levavasseur l'hôtel Atlantique (aujourd'hui siège de la Chambre de commerce et d'industrie) pour recevoir les émigrants et interner ceux qui nécessitent quarantaine ou désinfection. Mais le nombre de quotas américains d'émigration est réduit à cause de la crise de 1929, leur nombre passant de 41 000 à 8 000 entre 1922 et 1935. Les croisières de tourisme remplacent partiellement les traversées d'émigrants, jusqu'après la Seconde Guerre mondiale avec notamment les anciens GI revenant en famille sur les plages du débarquement de Normandie. La légende transatlantique est également alimentée pendant plus d'un demi-siècle et jusqu'à l'essor du trafic aérien, par les majestueux paquebots que sont le Queen Mary, le Queen Elizabeth et le Normandie, et par ses passagers, stars d'Hollywood, (Liz Taylor et Richard Burton, Orson Welles, Rita Hayworth, Charlie Chaplin, Burt Lancaster…) et artistes européens (Salvador Dalí, Fernandel, Greta Garbo…).
Dans ces années de l'entre-deux-guerres, le centre-ville se rénove, notamment sous les projets architecturaux de René Levesque, Drancey et René Levavasseur.

## Seconde Guerre mondiale

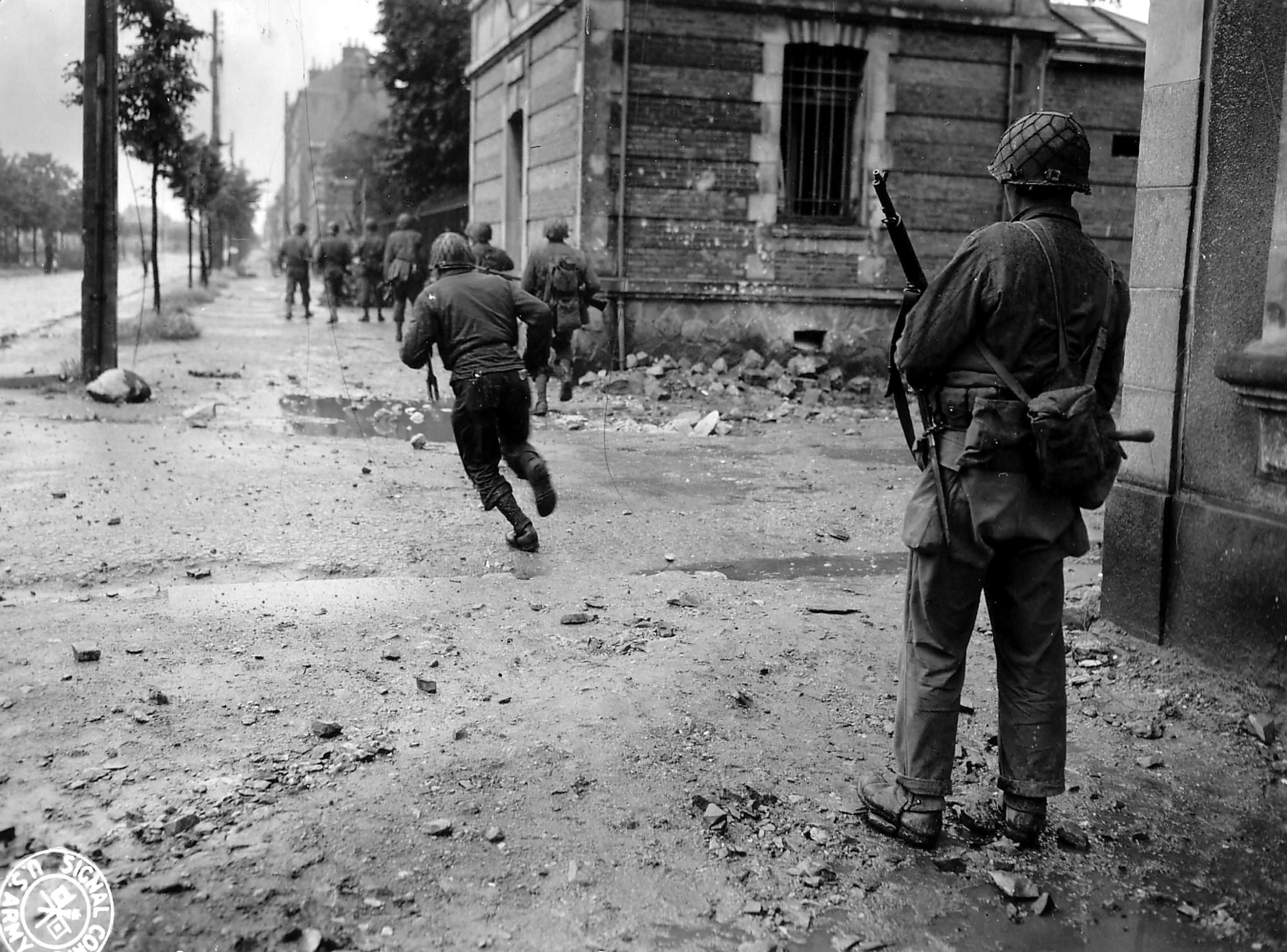
Soldats américains se livrant à des combats de rue, sur l'avenue de Paris.

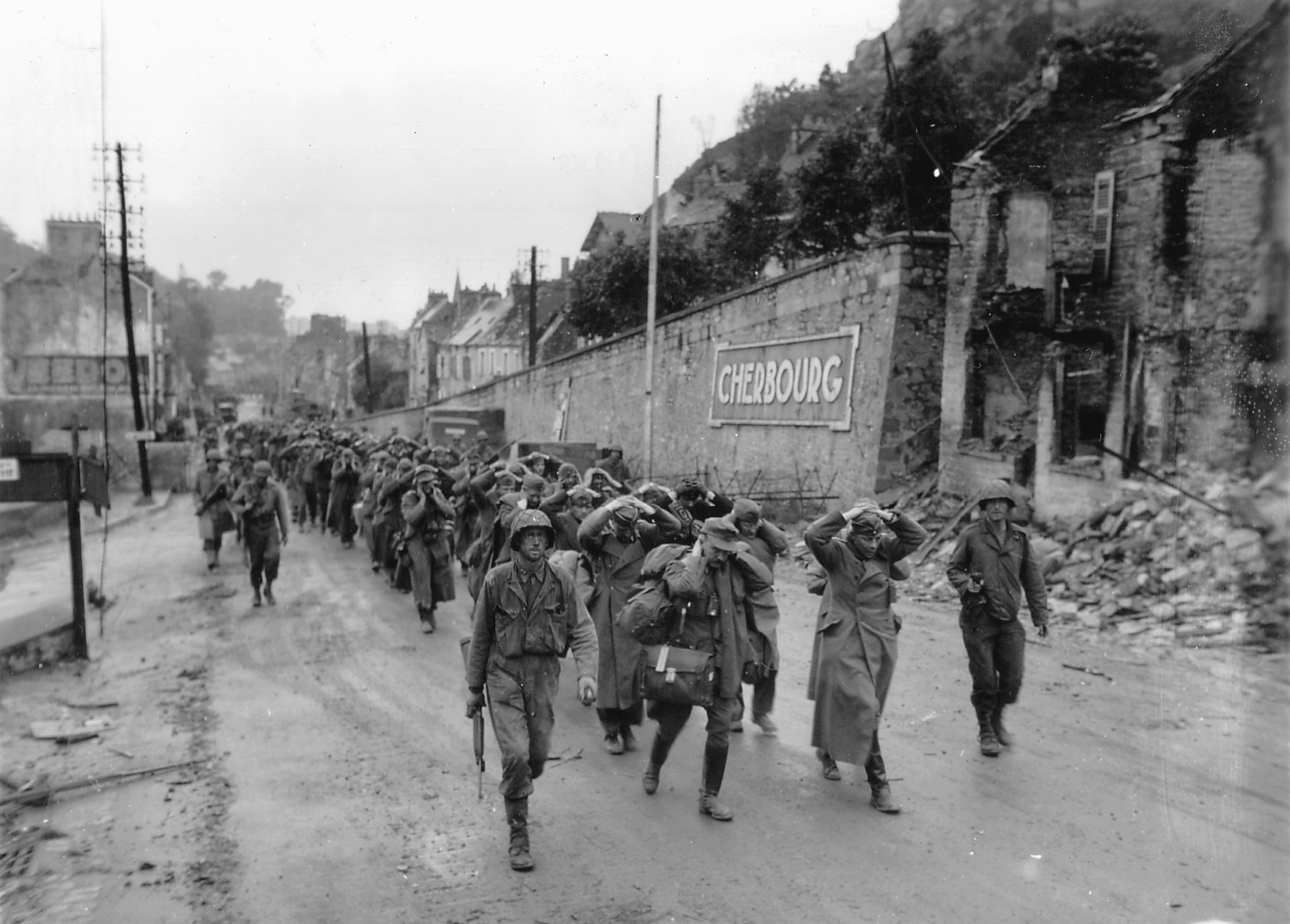
Prisonniers allemands quittant la ville après sa libération à l'été 1944.

En 1940, la ville est protégée par cinq forts, mais est sous-équipée du fait du transfert des moyens pour la défense du bassin de la Seine. Deux jours après les premiers bombardements, les Allemands arrivent le 17 juin 1940 dans les faubourgs de Cherbourg. Durant deux jours, le port devient le « Dunkerque normand », où les soldats britanniques rembarquent en catastrophe. Le fort de l’Est de la digue est détruit par la marine française. Le 18 juin, les habitants quittent leurs maisons pour rejoindre les hauteurs d'Octeville. Au soir, les derniers combattants se rendent. Le lendemain, le conseil municipal déclare Cherbourg « ville ouverte » et Erwin Rommel reçoit la reddition de la place des mains du préfet maritime, le vice-amiral Le Bigot, qui a pris le soin de détruire auparavant les sous-marins en construction à l'arsenal : le Praya et le Roland-Morillot. Les Allemands font de la ville une base de navires légers et un des points importants du mur de l'Atlantique. La vie s'organise entre occupation allemande et raids alliés sur le Cotentin.
Quatre années plus tard, Cherbourg, seul port en eau profonde de la région, est l'objectif premier des troupes américaines débarquées à Utah Beach. La bataille de Cherbourg doit donner aux alliés un soutien logistique pour le ravitaillement humain et matériel des troupes. En mai 1944, lors de la seconde évacuation de la ville, 14 000 Cherbourgeois sont déplacés, envoyés notamment dans le Loiret. Les troupes américaines encerclent la ville le 21 juin. Après de furieux combats de rue et les tirs nourris des cuirassés contre les batteries allemandes le 25 juin, après une âpre résistance du fort du Roule, le général Karl von Schlieben, l'amiral Walter Hennecke et 37 000 soldats se rendent le 26 à 16 h au général Joseph Lawton Collins. L'arsenal et les forts de la digue résistent une journée de plus. À l'occasion du 14 juillet 1944, la place du Château, rebaptisée place du maréchal-Pétain sous l'Occupation, devient place Général-de-Gaulle, tandis que le quai de l'Ancien-Arsenal va être nommé quai Lawton-Collins (général du VIIe corps américain).
En un mois, les troupes américaines du Fourth Major Port of Embarkation et celles françaises du Corps des Transports remettent en état le port, complètement rasé par les Allemands et les bombardements, qui peut alors accueillir les premiers liberty ships. Dès lors et jusqu'à la victoire de 1945, le débarquement journalier des approvisionnements et du matériel militaire fait de Cherbourg le plus grand port du monde. Le trafic y sera le double de celui du port de New York. L'essence traverse la Manche via le pipe line sous-marin PLUTO (Pipe Line Under The Ocean).
Le 24 décembre 1944, le paquebot belge Léopoldville, chargé de 2 237 soldats américains de la 66e division d'infanterie, les Black Panthers, est torpillé par un sous-marin allemand au large de Cherbourg. On dénombre 763 morts et 493 disparus.
Cherbourg est rendue à la France par les Américains le 14 octobre 1945. Elle est citée à l'ordre de l'armée le 2 juin 1948 et reçoit la Croix de guerre avec palme : « Ville patriote qui a joué un rôle considérable dans les batailles menées en 1944 sur le front occidental, libérée les 26 et 27 juin par les troupes de la première armée américaine, s'est aussitôt mis au travail avec ardeur ; ses spécialistes, ses ouvriers de l'arsenal et ses dockers aidant les Américains ont permis l'utilisation rapide du port, malgré les dégâts qu'avaient subis ses installations, les épaves échouées dans les passes, et les mines qui y pullulaient, a été pendant des mois le déversoir en hommes et en matériel de tout le potentiel de guerre américain. »

## 1945-1990: Reconstruction et essor

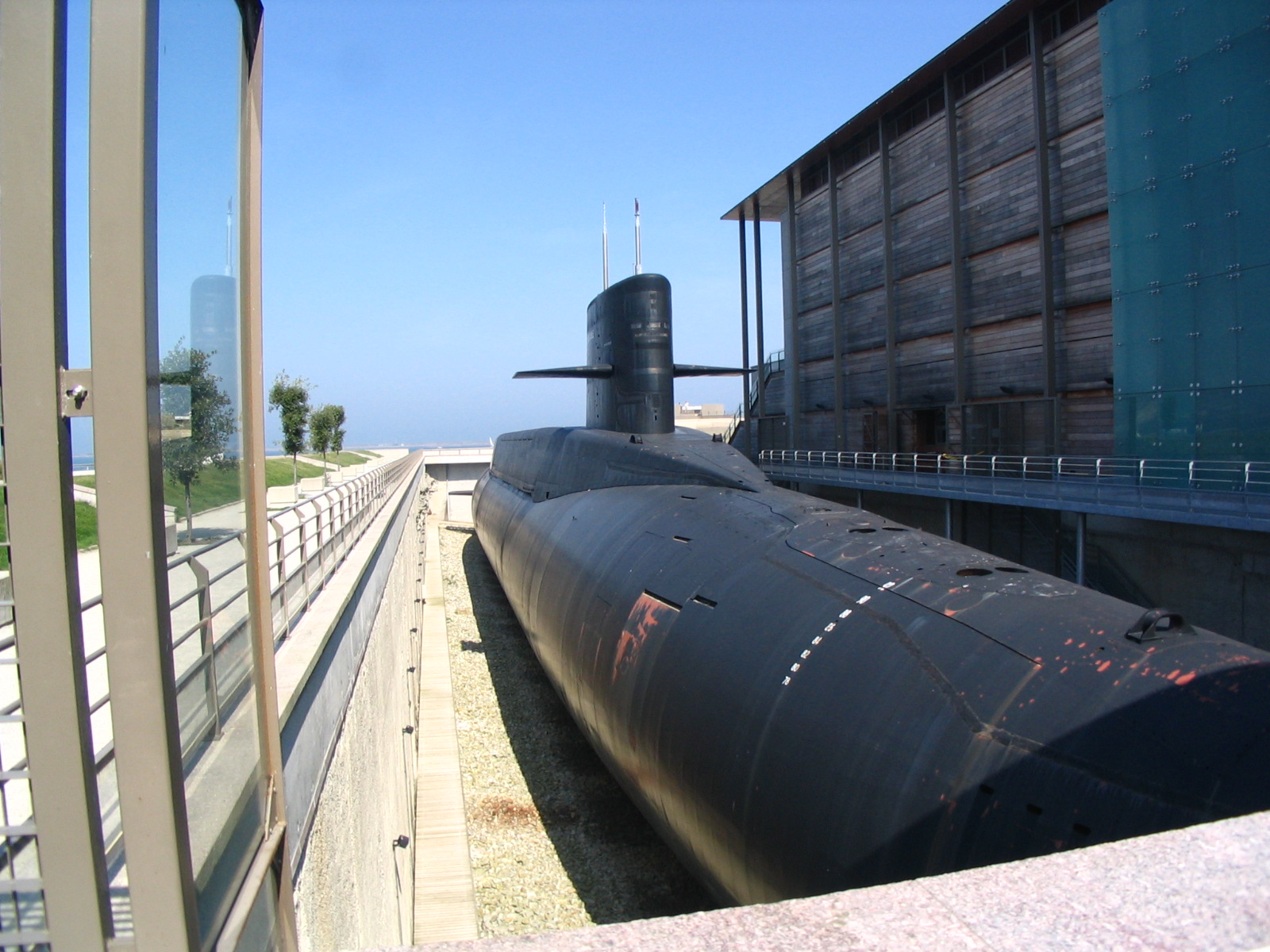
Le Redoutable, symbole de l'économie florissante de Cherbourg dans l'après-guerre, devenu attraction touristique dans les années 2000

Cherbourg est la moins meurtrie des grandes villes normandes. Le besoin de reconstruction est limité, puisque les destructions se sont principalement concentrées sur le port militaire et à ses alentours, comme l'abbaye du Vœu.
La nécessité vitale de Cherbourg pour le succès de la bataille de Normandie a permis au port d'être reconstruit par les Américains en une année. Même détruit à 70 %, l'arsenal de Cherbourg est moins dévasté que ceux de Brest et Lorient, et le port militaire est le seul de la façade Atlantique/Manche qui soit opérationnel. Les travaux de reconstruction commencent donc dès 1944, et l'effervescence autour du port profite à la ville qui ne subit pas le long pansement des plaies des autres villes du Cotentin. En 1948, l'Arsenal est entièrement remis sur pied et profondément rénové.
À la Libération, l'économie locale reprend rapidement ses droits. Alors que la pêche se relance, les chantiers navals (Doucet, Bellot, J. Hamel) rouvrent. Simon Frères profite de la modernisation de l'agriculture, et l'implantation de CIT-Alcatel et de Société de confection valognaise (Socoval-Dormeuil) dans les années 1960 apporte quant à elle un emploi à une large main d'œuvre féminine, venue des campagnes environnantes. Alcatel devient alors le deuxième employeur de la région.
En 1954, le gouvernement décide l'étude d'un sous-marin atomique, le Q 244, et Cherbourg est choisi pour sa construction en 1955. L'année suivante s'installe l'École des applications maritimes de l'énergie atomique (EAMEA, devenue École des applications militaires de l'énergie atomique). La France n'ayant pas de plutonium, le projet est abandonné en 1959. Mais la mise en place de la force de dissuasion nucléaire française, voulue par le général de Gaulle, implique le premier SNLE, le Redoutable, construit à partir de 1964 et lancé par le président de la République trois ans plus tard. Ce nouveau projet entraîne l'évolution de l'arsenal, qui travaille désormais la matière nucléaire, et la ville s'approprie le projet gaulliste, malgré une tradition politique de gauche. Un an après l'inauguration du sous-marin par De Gaulle, la ville, qui n'a pas d'université, vit essentiellement les événements de mai 1968 par le mouvement ouvrier mené par les syndicats de l'Arsenal. Par deux fois, le drapeau rouge flotte sur la sous-préfecture. Les dockers bloquent le port, et ainsi au large 300 passagers britanniques des ferries. Le travail reprend partiellement à la direction des constructions navales le 30 mai, et le lendemain, à l'instar de Paris et de plusieurs villes françaises, une manifestation de soutien gaulliste parcourt le pavé cherbourgeois.
Les CMN complètent une spécialisation militaire de l'économie cherbourgeoise. Le chantier naval de Félix Amiot né après la Libération, se développe rapidement grâce à sa spécialisation militaire. À Noël 1969, l'épisode des vedettes de Cherbourg, où cinq vedettes lance-missiles destinées à Israël (mais sous embargo) sont détournées par les services secrets israéliens, a un retentissement mondial.
Parallèlement à l'essor économique, les Trente Glorieuses voient le développement urbain de Cherbourg. La ville doit faire à une crise du logement due au boum démographique. En effet, un rapport de 1954 évalue à 1 000 le nombre de familles vivant dans des taudis, et réclame 1 500 logements. Sortent alors de terre la cité du Casino en 1957 et la cité Fougère en 1958, puis en 1959 l'ensemble de l'Amont-Quentin, de Charcot-Spanel et la cité Chantereyne qui doit accueillir les familles des ingénieurs et officiers travaillant à l'arsenal. Le port Chantereyne gagné sur la mer, la place Divette et le boulevard Schuman créés à l'emplacement des anciens champs de foire modifient la physionomie de la ville, alors que les autres villes de l'agglomération se densifient.
Des années 1970 à 1990, deux autres grands chantiers du Nord-Cotentin, l'usine de retraitement de la Hague et la centrale nucléaire de Flamanville, accentuent le développement industriel d'une cité qui vit alors son âge d'or à travers ce que le journaliste François Simon nomme les « industries de mort », puisqu'environ deux tiers du tissu industriel local sont liés à la défense et au nucléaire.
Le 13 janvier 1979 pourtant, une forte contestation se fait jour autour de l'arrivée du Pacific Fisher, navire apportant du Japon les premiers déchets nucléaires irradiés ; elle est alimentée par les doutes induits par le projet de Flamanville et le changement de statut de l'usine de la Hague. Syndicats, militants de gauche et une partie de la population rejoignent alors les manifestations des écologistes pour protester contre la « nucléarisation » du Nord-Cotentin. La manifestation, rassemblant plusieurs milliers de personnes, où l'on voit notamment Bernard Cauvin, alors seulement syndicaliste, grimpé sur les grues qui devaient décharger le convoi nippon, se termine par des heurts violents avec les forces de l'ordre. Ensuite, face à la manne d'emplois que représentent ces projets et à la validation des ceux-ci par François Mitterrand en 1981, la contestation décline.

## Crise et perspectives maritimes
Cette dépendance de plusieurs siècles aux grandes décisions des pouvoirs publics et à l'industrie nucléaire provoque une profonde crise économique avec la fin de la guerre froide. En 1992, le plan Joxe porte un coup grave à l'identité navale cherbourgeoise en imposant une réduction drastique des effectifs de l'Arsenal, accompagnée du transfert des 500 marins de la Flottille du Nord (FLONOR) vers Brest. Dès lors, le poids de l'armée ne cesse de diminuer, avec le départ de l'école d'administration de la Marine pour Toulon et la fermeture de l'hôpital maritime qui représentait 250 emplois. Les années 1990 voient également les autres piliers de l'économie cherbourgeoise vaciller, avec la fermeture d'UIE et de Burty, les plans sociaux de Socoval et d'Alcatel, la restructuration des CMN et la fin des contrats de retraitement de COGEMA.
Dès 1971, une communauté urbaine a été mise en place. Peu à peu, l'idée d'un « Grand Cherbourg » émerge, consistant à fusionner les six villes de la communauté urbaine de Cherbourg pour n'en faire qu'une seule. Le 7 novembre 1999, un référendum est organisé auprès des 55 000 électeurs de ces six communes. Seules deux communes votent majoritairement « oui » : Cherbourg avec 83,72 % et Octeville avec 55,88 %. Le 15 novembre 1999, les conseils municipaux des deux communes confirment le vote, aboutissant le 1er mars 2000 à la fusion effective.

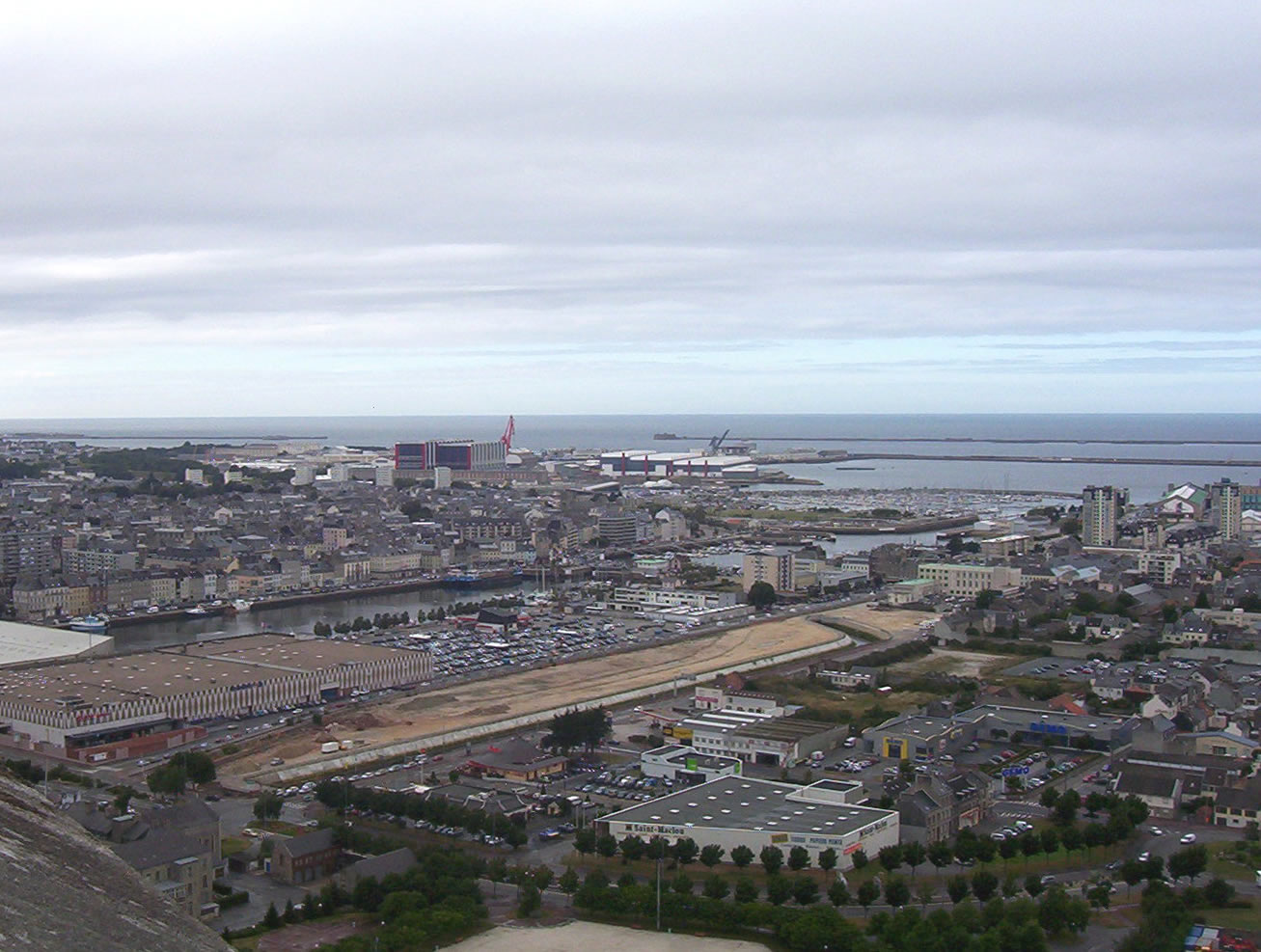
Vue du centre-ville de Cherbourg en 2006.

La crise révèle une trop forte dépendance à la commande publique, et une faible diversité et de dynamisme de l'économie locale. L'agglomération tente de trouver un second souffle à partir de la fin des années 1980. Un pôle universitaire et technologique est mis en place avec la création de l'INTECHMER, l'IUT Cherbourg-Manche, une école d'ingénieurs et une antenne de l'Université de Caen-Normandie. Après un rapide développement dans la première moitié des années 1990, le site universitaire connaît aujourd'hui de nouvelles extensions, avec l'édification de nombreux équipements sur le campus – comme une bibliothèque universitaire et des bâtiments et installations à vocation sportive – confortant la position de Cherbourg comme second pôle universitaire de Basse-Normandie. Sous l'impulsion de Bernard Cazeneuve et Bernard Cauvin, Cherbourg se forge également une identité touristique autour de la mer. La dernière gare transatlantique du monde, au style Art déco, a été réhabilitée pour accueillir La Cité de la Mer, musée sur l'étude océanographique ouvert en avril 2002, pour la visite du Redoutable, avec un aquarium géant. La partie longeant le quai est quant à elle affectée à la réception des navires de croisières, permettant d'accueillir une vingtaine de paquebots par an, parmi lesquels le démesuré Queen Mary 2, qui a fait de Cherbourg son port d'escale continentale à partir d'avril 2004. La Cité de la Mer a été complétée par l'accueil régulier de manifestations sportives, comme la Solitaire du Figaro et la Tall Ships' Race, et prochainement la Sol'Océane. Cette spécialisation dans la plaisance trouve un écho économique à travers une cinquantaine d'entreprises (les chantiers navals JMV, Ican et Allure Yachting) et 800 emplois dans le Nord-Cotentin. Le port, en grande difficulté depuis une décennie, tente de trouver de nouvelles perspectives, en cohérence avec le port de Caen-Ouistreham, au sein d'un même syndicat mixte piloté par le conseil régional.
Pour autant, l'économie reste fragile, avec une industrie de l'armement cyclique, de moins en moins de bateaux de pêche, un port de commerce déficitaire. L'agglomération fait donc face à l'un des taux de chômage les plus élevés de la région, et à la fuite de sa jeune population active. Pour tenter de contrer le départ de la population vers les communes périphériques, la municipalité a lancé à partir de 2002 un plan de renouvellement urbain nommé « Entre terre et mer », avec l'aménagement du quartier des Bassins, la destruction de sept immeubles parmi les plus anciens (quartier de l'Amont Quentin), et la réhabilitation de 1 000 logements. L'objectif du maire Bernard Cazeneuve est de mieux homogénéiser le territoire de la ville nouvellement fusionnée. Cette opération mêlant sur deux tiers du territoire l'habitat (par la rénovation de l'habitat social et la construction de nouveaux logements), le commerce (avec le développement du quartier des bassins autour d'un nouveau centre commercial « Les Éleis »), le tourisme (via l'installation d'un casino-hôtel trois étoiles), et la culture (à travers l'ouverture d'un pôle consacré à la photographie, près de l'école des Beaux-Arts), doit permettre de redynamiser l'économie cherbourgeoise et de rendre la ville plus attractive.
Parallèlement, après la fermeture du centre de Sangatte, Cherbourg – comme plusieurs autres ports de la Manche et de la mer du Nord – doit gérer l'arrivée de clandestins, provenant d'Afrique et du Moyen-Orient, qui tentent de passer illégalement au Royaume-Uni. Plusieurs associations humanitaires et anti-racistes, ainsi que le député-maire Bernard Cazeneuve, dénoncent l'inaction du gouvernement vis à vis de cette problématique, ce dernier ayant simplement envoyé une compagnie de CRS sur le port. La situation engendre des tensions avec les usagers de la gare maritime, les compagnies de ferries devant payer une lourde amende si des migrants réussissent à atteindre l'Angleterre, ainsi que des problèmes sanitaires au sein des camps de réfugiés.